# 俄羅斯入侵烏克蘭時間軸 (2025年6月)

俄羅斯入侵烏克蘭的動態地圖（參見可交互的俄烏戰爭詳細地圖）

本條目主要列出俄羅斯入侵烏克蘭在2025年6月的過程。

## 6月1日
烏克蘭空軍表示，截止下午1時30分，俄羅斯對烏克蘭發動大規模導彈和無人機襲擊，俄軍從庫爾斯克州和沃羅涅日州發射3枚伊斯坎德爾-M/KN-23彈道導彈和4枚Kh-101巡航導彈和伊斯坎德爾-K彈道導彈、從布良斯克、米列羅沃、庫爾斯克、沙塔洛沃、奧廖爾、濱海阿赫塔爾斯克等地區發射自2022年俄羅斯全面入侵烏克蘭以來，單次襲擊中數量最多的472架見證者-136無人機和不明型號無人機，防空系統在各地擊落3枚Kh-101巡航導彈和伊斯坎德爾-K彈道導彈和213架無人機。另有172架無人因電子戰措施，未能擊中目標。烏克蘭陸軍表示，上午1枚俄羅斯導彈擊中烏克蘭第聶伯羅市北部的軍事訓練場，至少造成12人死亡，60人受傷。強調期間沒有進行任何編隊活動或大規模人員集會。在襲擊前發出警報後，在場的大部分軍人前往防空洞，軍方已經組建委員會調查襲擊原因。上任僅半年左右的烏克蘭陸軍司令米哈伊洛·德拉帕特在襲擊後表示，已決定提交辭呈，辭去烏克蘭武裝部隊陸軍指揮官職務，並表示死傷者都是訓練營的年輕人，他們本應該學習、生活和戰鬥而不是死亡。烏克蘭總統澤連斯基其後表示，將會在2日烏克蘭代表團完成在伊斯坦布爾與俄羅斯的直接談判後舉行高級別會議解決相關問題，屆時烏克蘭武裝部隊總司令瑟爾斯基、武裝部隊總參謀部參謀長格納托夫、國防部長烏梅洛夫以及在襲擊後提出請辭的烏克蘭陸軍司令德拉帕特將會出席會議。
烏克蘭扎波羅熱州州長表示，俄羅斯在過去一夜對扎波羅熱州發動一系列襲擊，破壞關鍵基礎設施和住宅建築，至少造成7名平民受傷。
烏克蘭武裝部隊總參謀部表示，自全面入侵以來，俄羅斯在烏克蘭損失988,560名士兵，過去一天俄軍有1,230人傷亡，累計損失10,872輛坦克、22,656輛裝甲戰鬥車輛、50,325輛車輛和油箱、28,527門火砲系統、1,401套多管火箭系統、1,173套防空系統、372架飛機、336架直升機、38,366架無人機、3,263枚巡弋飛彈、28艘船隻和1艘潛艦等。烏克蘭國防部情報總局表示，一列載有燃料和食物的俄羅斯軍用列車在俄佔梅利托波爾市附近被炸毁，形容俄羅斯在俄佔扎波羅熱和俄佔克里米亞的關鍵後勤動脈已被摧毁。總局沒有承認責任，但指出與俄羅斯佔領當局軍事後勤的抗爭仍在繼續，又表示俄羅斯正追尋策劃襲擊的人，並在相關地區加強搜尋和更嚴格的檢查站。烏克蘭克里米亞游擊隊「阿泰什」表示，成員在俄佔頓涅茨克地區破壞俄軍新建鐵路軌道上的中繼櫃，以破壞向前線俄羅斯部隊運送武器和裝備的途徑。

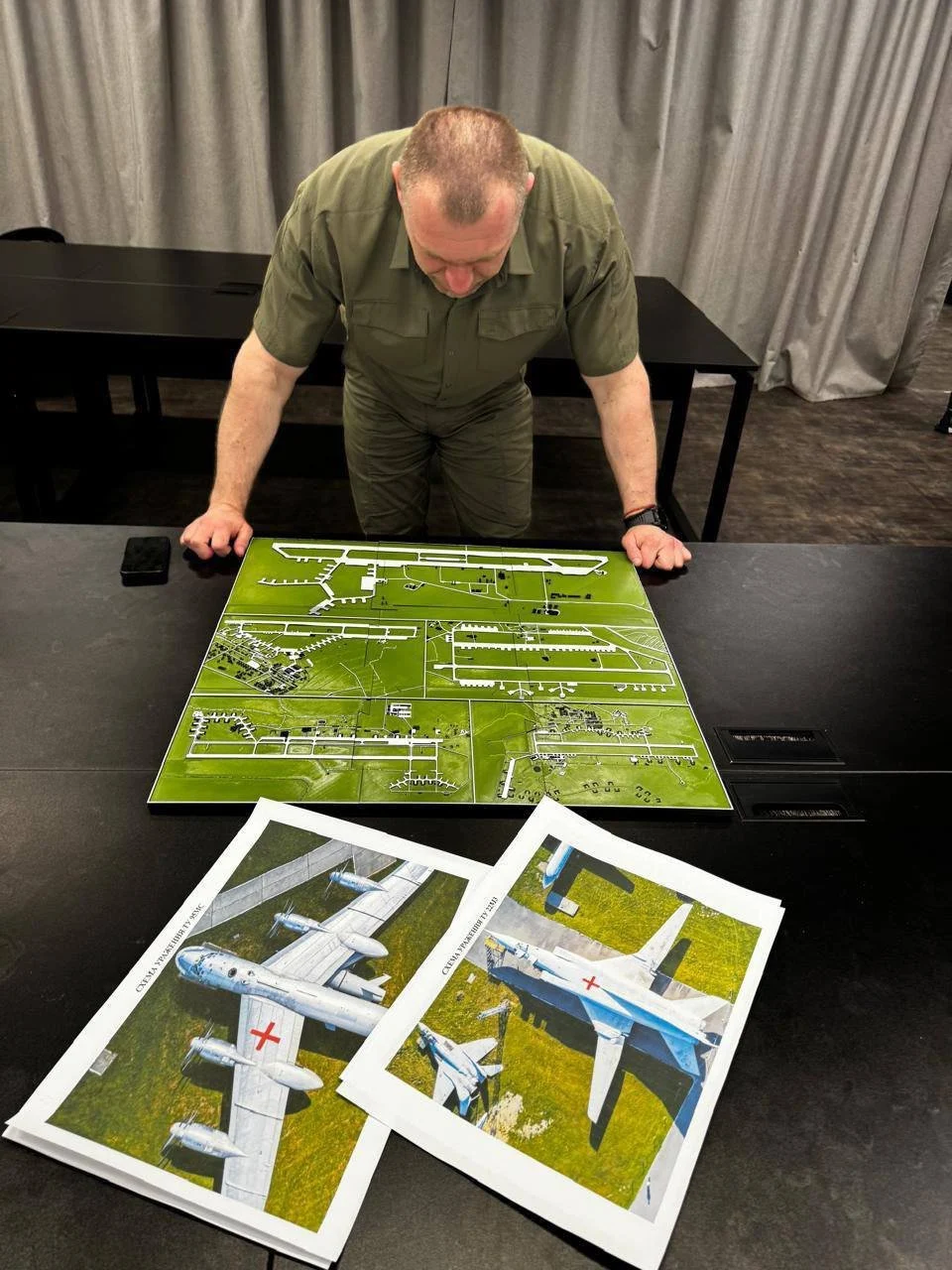
烏克蘭國家安全局局長瓦西里·馬柳克曾經檢視俄羅斯多個軍用機場的衞星圖像（順時針方向依次為奧萊尼亞、伊萬諾沃、烏克蘭卡、貝拉亞及迪亞吉列夫），以及戰略轟炸機圖像，包括圖-95MS（左）及圖-22M3（右）。

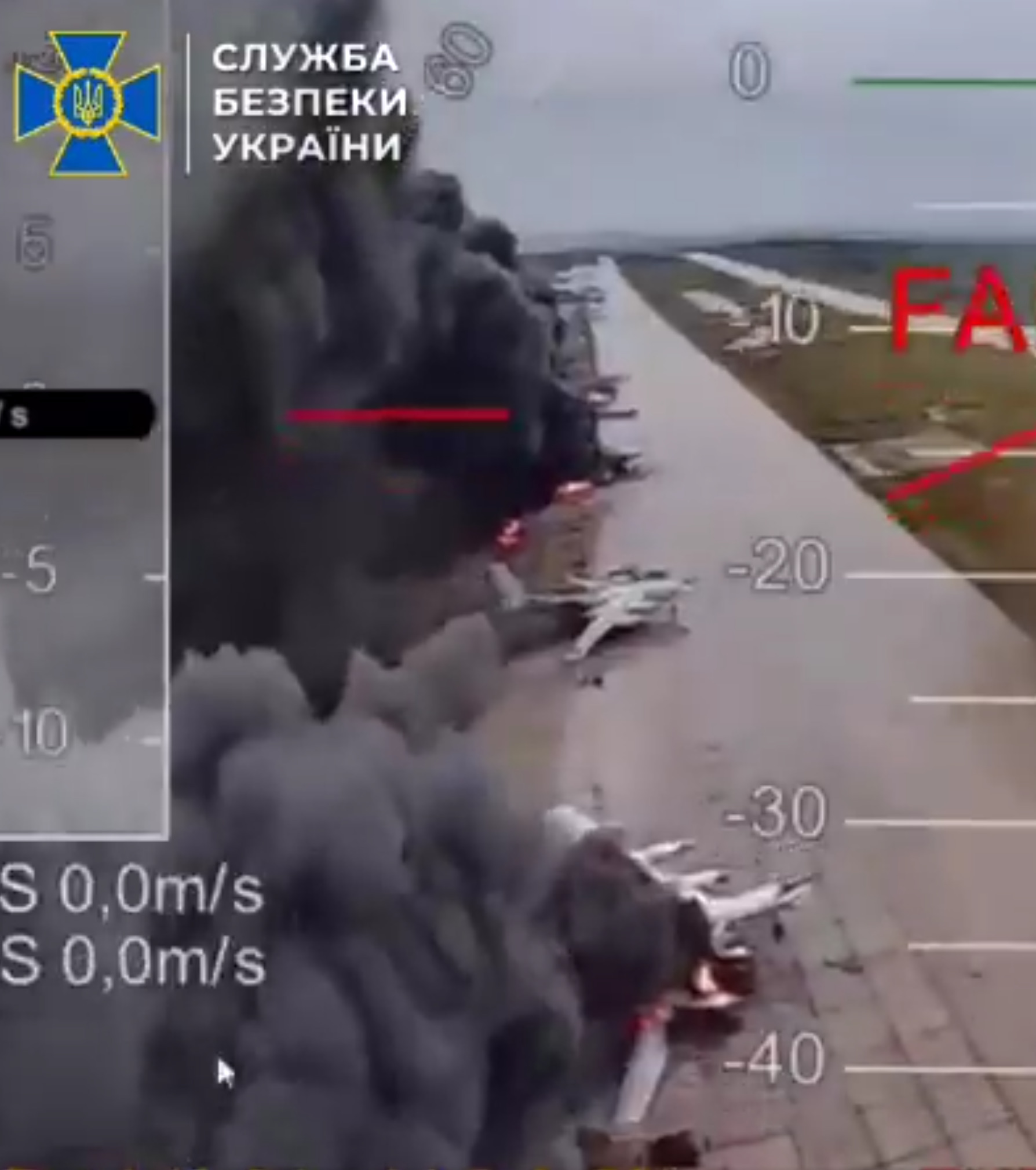
烏克蘭對俄羅斯多個空軍基地襲擊行動中遇襲的多架軍機

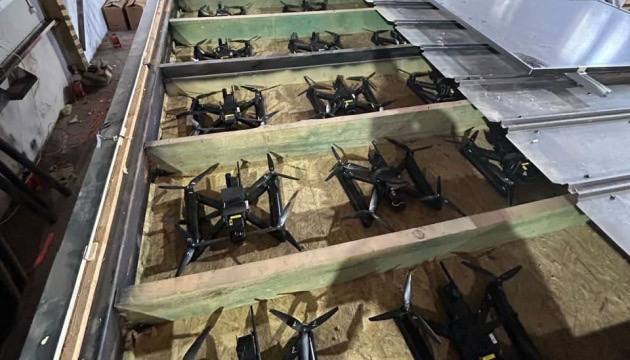
烏克蘭國家安全局藏在貨車車頂的無人機

烏克蘭國家安全局表示，對俄羅斯多個空軍基地發動的「蜘蛛網」無人機行動，造成俄羅斯約70億美元的損失，並使俄羅斯主要空軍基地的34%的巡航導彈轟炸機癱瘘。烏克蘭傳媒「基輔獨立報」引述烏克蘭國家安全局消息報道，國家安全局對俄羅斯4個軍事機場發動計劃一年半，代號「蜘蛛網」的襲擊行動。將大批第一人稱視角無人機運入俄羅斯，並隱藏在卡車頂部。行動中成功從俄羅斯境內發射無人機攻擊俄羅斯伊爾庫茨克州貝拉亞空軍基地、摩爾曼斯克州奧列尼亞空軍基地、梁贊州佳吉列沃空軍基地和伊萬諾沃州伊萬諾沃空軍基地，其中貝拉亞空軍基地距離烏克蘭4千多公里，是烏克蘭首次攻擊俄軍位於西伯利亞的軍事基地。目前已知在4個基地中，共有40多架軍機被擊中，包括A-50、Tu-95和Tu-22 M3。行動成功令俄羅斯用來對烏克蘭城市發動遠端導彈襲擊的軍機造成重大損失。烏克蘭總統澤連斯基其後在每日例行談話中提到行動細節，表示烏克蘭國家安全局局長馬柳克已向他回報行動成果，行動籌劃超過1年半的時間，從計畫、組織行動到執行的每一個細節都近乎完美，且「行動辦公室」甚至就設在俄羅斯境內某地的俄羅斯聯邦安全局分部附近。指出攻擊行動共使用117架無人機，並有相應數量的無人機操作人員參與行動，烏軍人員在俄羅斯橫跨3個時區的多個地點行動，34％可搭載戰略巡弋導彈的軍機在基地內遇襲，而相關執行人員在行動前就已從俄羅斯領土撤離，目前十分安全。強調當一項自己在1年半前批准的行動最終實現，並讓俄羅斯失去40多架戰略軍機時，這種感覺確實令人振奮，烏克蘭將繼續這項工作。美國多間傳媒引述白宮消息報道，美國事先並沒有被告知烏克蘭將會對俄羅斯多個空軍基地發動襲擊。
俄羅斯國防部表示，基輔政權使用第一視角無人機對摩爾曼斯克州、伊爾庫茨克州、伊萬諾沃州、梁贊州及阿穆爾州的空軍基地實施恐怖襲擊，其中伊萬諾沃州、梁贊州及阿穆爾州軍事機場成功攔截全部恐怖襲擊。而摩爾曼斯克州與伊爾庫茨克州因機場毗鄰區域發射的無人機引發多架航空裝備起火，並已被撲滅，沒有任何軍事人員傷亡。部分恐襲參與者已被拘捕。另外，國防部表示，防空系統在過去一晝夜內擊落7枚美製JDAM航空制導炸彈和100架無人機。俄羅斯伊爾庫茨克州州長表示，烏克蘭對西伯利亞斯列德尼鎮的軍事基地發動無人機襲擊，有無人機攻擊建築物和貨車，現時無人機的發射源頭已被封鎖。
俄羅斯國防部表示，北部集團軍部隊已經佔領蘇梅州阿列克西伊夫卡。
烏克蘭總統澤連斯基表示，對於俄羅斯提議明天在土耳其伊斯坦布爾舉行會談，烏克蘭代表團將出席與會，並將再次由國防部長烏梅洛夫率領14人代表團參與會談，包括多個部門次長。
俄羅斯外交部表示，外長拉夫羅夫和美國國務卿魯比奧通電話，討論烏克蘭議題和即將於2日在伊斯坦布爾舉行的和平談判。美國國務院證實，應俄羅斯要求國務卿魯比奧與拉夫羅夫通電話，魯比奧重申美國總統特朗普呼籲俄羅斯和烏克蘭進行直接談判，以實現持久和平。
俄羅斯外交部發言人扎哈羅娃表示，基輔政權就5月31日俄羅斯布良斯克州列車出軌事件所展現的幸災樂禍反應令人震驚。恰恰暴露基輔政權病態心理，而克服這種病態心理正是「特別軍事行動」的目標任務之一。無論是烏克蘭政界人士、公眾人物，或是已被這種意識形態所裹挾的人，無不流露出幸災樂禍與近乎狂熱的欣喜。指出烏克蘭方面的反應堪稱人性淪喪的例證。再一事實表明，新納粹意識形態徹底剝奪其人性本質。

## 6月2日
烏克蘭地方政府表示，截至02日上午9時，俄羅斯在過去24小時內襲擊赫爾松、蘇梅、尼古拉耶夫、第聶伯羅彼得羅夫斯克、頓涅茨克、盧甘斯克、切爾卡瑟、哈爾科夫、扎波羅熱和切爾尼戈夫等地，至少造成9名平民死亡，42名平民受傷。烏克蘭空軍表示，俄羅斯午夜至凌晨期間，對烏克蘭發動無人機襲擊，俄軍從沃羅涅日地區發射3枚伊斯坎德爾-M/KN-23彈道導彈、從布良斯克地區發射1枚伊斯坎德爾-K巡航導彈、從庫爾斯克、奧廖爾、布良斯克和濱海阿赫塔爾斯克地區發射80架見證者-136無人機和不明型號無人機，防空系統在各地擊落15架無人機。另有37架無人機因電子戰措施，未能擊中目標。哈爾科夫市長表示，凌晨俄羅斯使用無人機和彈道導彈襲擊哈爾科夫市，至少造成6名平民受傷，包括1名兒童。扎波羅熱州州長表示，俄羅斯對扎波羅熱前線地區斯泰普諾希爾斯克的烏克蘭國家應急服務大樓和服務車輛，發動「雙連擊戰術」無人機襲擊，在救援人員到場後，對同一地點發動2次襲擊，至少造成12名救援人員受傷。
烏克蘭武裝部隊總參謀部表示，自全面入侵以來，俄羅斯在烏克蘭損失989,700名士兵，過去一天俄軍有1,140人傷亡，累計損失10,874輛坦克、22,663輛裝甲戰鬥車輛、50,462輛車輛和油箱、28,575門火砲系統、1,401套多管火箭系統、1,175套防空系統、372架飛機、336架直升機、38,662架無人機、3,271枚巡弋飛彈、28艘船隻和1艘潛艦等。烏克蘭武裝部隊回應烏克蘭第3突擊隊指揮官巴別爾5月11日聲稱在過去三個月沒有收到任何一架由國防部提供的第一人稱視角無人機，每次補給亦只收到所需的30至40%時表示，今年1月1日至5月27日期間共向第3突擊隊提供7,992架各種型號無人機，第3突擊隊提交的所有請求都得到滿足。烏克蘭空軍表示，空軍將建立新的防空部隊，以應對俄羅斯對烏克蘭的無人機襲擊。
俄羅斯國防部表示，防空系統在多個地區的夜間大規模襲擊中攔截162架烏克蘭無人機，其中庫爾斯克州上空擊落57架無人機、別爾哥羅德州31架、利佩茨克州27架、沃羅涅日州16架、布良斯克州11架、梁贊州11架、奧廖爾州6架、坦波夫州1架和俄佔克里米亞2架。

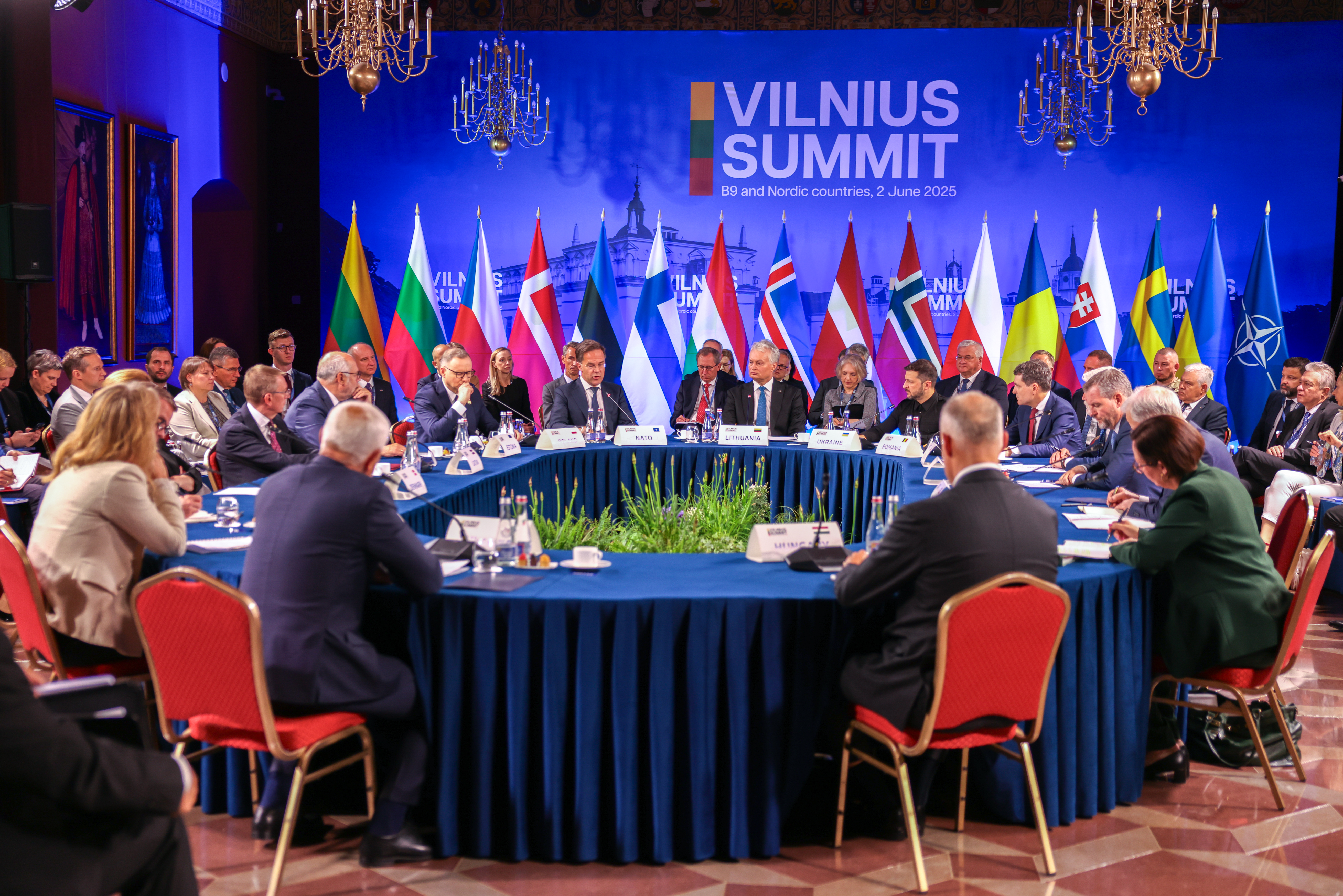
烏克蘭總澤連斯基抵達立陶宛出席與「布加勒斯特九國」舉行的會議

烏克蘭總統澤連斯基抵達立陶宛出席與「布加勒斯特九國」舉行的會議，期間呼籲美國總統特朗普，如果俄羅斯在土耳伊斯坦布爾正在進行的和平談判中破壞談判，導致未能取得成果，美國必須準備好採取果斷行動，對俄羅斯實施強而有力的新制裁計劃，特別是針對石油和油輪以及俄羅斯銀行和整個金融系統。澤連斯基在烏克蘭代表團結束與俄羅斯代表團在土耳其伊斯坦布爾的第二輪直接談判後向記者表示，與俄羅斯進行的下一輪戰俘交換中人數可能會多達1千2百人，可能涉及被俄羅斯囚禁的烏克蘭記者和政治犯，與上一輪不同的是俄羅斯允許提前檢視名單。另外澤連斯基批評俄羅斯代表團在談判中提出與烏克蘭在前線的個別地區暫時停火2至3天，以便收集陣亡士兵的遺體的提議，形容是「白癡」提議，認為俄羅斯只是希望戰爭短暫停止，而不是希望達致持久和平，停火的主要目的是為了仍然生存的人民。同時指出俄羅斯在土耳其伊斯坦布爾的談判期間，對綁架烏克蘭兒童議題不屑一顧，並形容議題是「給沒有孩子的歐洲老太太看的節目」，並承認驅逐數百名兒童。澤連斯基亦重申自己願意在土耳其伊斯坦布爾與俄羅斯總統普京、美國總統特朗普和土耳其總統埃爾多安舉行多邊會談，自己在第二輪俄烏直接談判結束後致電埃爾多安時，亦獲得對方支持。
烏克蘭外交部表示，烏克蘭國防部長烏梅羅夫率領的烏克蘭代表團已經抵達土耳其伊斯坦布爾，將會出席與俄羅斯的第二輪和平談判。俄羅斯總統顧問梅丁斯基率領的俄羅斯代表團亦已經抵達伊斯坦布爾。土耳其國家通訊社「安納杜魯新聞社」引述土耳其外交部消息報道，雙方將於當地時間下午1時於徹拉安宮舉行談判。烏克蘭國防部長烏梅羅夫會前先會見土耳其外交部長菲丹，討論和平談判細節。包括烏克蘭第一副外長基斯利察在內的烏克蘭代表團成員則會見德國、意大利和英國官員，協調各國立場。
俄烏兩國代表團在土耳其伊斯坦布爾進行第二輪俄烏直接談判，持續一個半小時，烏克蘭國防部長烏梅羅夫會後表示，俄羅斯繼續拒絕無條件停火，雙方同意交換重病和25歲以下的戰俘，烏克蘭亦向俄羅斯官員提供一份被俄羅斯強行驅逐出境的烏克蘭兒童名單。雙方已就交換戰俘制度達成初步內容，另外提升如果代表團之間的進一步工作旨在為國家領導人之間的會議作準備，目前的談判工作才有意義。因此烏方已經向俄方提議在本月20日至30日之間，舉行一次領導人級會議。同時指出俄羅斯在會議期間提交擬議的停火備忘錄草案，形容相關行為只是在拖延和平進程，令會議無法取得任何成果，並且上演一場外交表演。烏克蘭傳媒基輔獨立報引用會議文件報道，烏克蘭提出在可能完全停火後，對俄羅斯的部分制裁可能會解除，但如果停火協議被打破，制裁將自動延長。烏克蘭保留加入歐盟和北約的願望，亦強調安全保障的必要性，以避免俄羅斯再次入侵。同時凍結的俄羅斯資產必須用於重建烏克蘭並支付賠償。俄羅斯總統顧問梅丁斯基表示，只有在烏克蘭從頓涅茨克、盧甘斯克、扎波羅熱和赫爾松這四個未被俄軍完全佔領的州份完全撤出後，才有可能實現停火。又指出俄羅斯已經提議與烏克蘭在前線的個別地區暫時停火2至3天，以便收集陣亡士兵的遺體，俄羅斯亦將會向烏克蘭移交移6千具烏克蘭士兵和軍官的遺體，俄羅斯已經確定所有遺體，並進行DNA測試，下週將有組織地將遺體移交烏克蘭，以便能夠人道地埋葬他們。烏克蘭和俄羅斯已經同意交換重傷或25歲以下的戰俘，預計總人數可能達到1千人。會見傳媒期間，俄羅斯代表團展示烏克蘭在談判期間提供的一份名單，包括339名被俄羅斯綁架的兒童，烏克蘭希望他們能夠返回家園。而梅丁斯基否認相關指控，表明俄羅斯沒有綁架這些兒童。
美國眾議院議長約翰遜表示，支持參議院提出旨在加強對俄羅斯制裁的法案，包括對購買俄羅斯石油、石油產品、天然氣或鈾的國家徵收500%的進口關稅。
俄羅斯官媒塔斯社公布俄羅斯擬議的停火備忘錄草案內容，當中包括要求烏克蘭正式承認俄羅斯吞併克里米亞、頓涅茨克、盧甘斯克、赫爾松和扎波羅熱，同時烏克蘭從頓涅茨克、盧甘斯克、赫爾松和扎波羅熱的烏克蘭控制地區完全撤出。烏克蘭必須保持中立地位，放棄加入北約和其他可能的軍事聯盟，將軍隊從戰時狀態恢復到平時狀態，並禁止重新擴大烏軍，以及正式結束西方與烏克蘭的武器供應和情報共享。另外烏克蘭必須放棄因戰爭損害而產生賠償要求，保證對「親俄政治犯」的大赦，以及將俄語成為烏克蘭的官方語言。
美國航空航天公司「Umbra Space」公布第一批衛星影象顯示，烏克蘭對俄羅斯伊爾庫茨克州貝拉亞空軍基地的重大無人機襲擊的後果，揭示俄羅斯戰略轟炸機艦隊的嚴重受創，照片中至少3架Tu-95MS戰略轟炸機和1架Tu-22M3轟炸機被摧毀，另外1架Tu-95MS戰略轟炸機明顯受損，另一張圖片顯示，2架Tu-22M3轟炸機被摧毀。
俄羅斯獨立民意調查組織「列瓦達中心」公布民意調查顯示，約64%受訪俄羅斯人贊成與烏克蘭進行和談，是自俄羅斯入侵烏克蘭以來最高。支持繼續戰爭的受訪俄羅斯人只有28%。
國際新聞通訊社「路透社」取得烏克蘭擬議的停火備忘錄複印本報道，烏克蘭提出停火路線圖以全面停火30日開始，俄烏繼而交換被俘人員，被擄至俄羅斯控制區域的烏克蘭兒童需獲釋，並安排烏克蘭總統澤連斯基及俄羅斯總統普京會面。路線圖提出俄烏在美國及歐洲參與下，將協商終止長達超過3年戰爭的條件。烏克蘭亦要求停火協議不能限制烏軍力量，國際社會不會承認被俄羅斯佔領的領土及對烏克蘭的戰爭補償。而且烏方提出以現時戰線作為俄烏協商領土範圍的起點。報道指出烏克蘭擬議的停火備忘錄內容與先前烏克蘭提出的停戰條件大致相同。

## 6月3日
烏克蘭地方政府表示，截至03日上午9時，俄羅斯在過去24小時內襲擊敖德薩、赫爾松、蘇梅、尼古拉耶夫、第聶伯羅彼得羅夫斯克、頓涅茨克、盧甘斯克、切爾卡瑟、哈爾科夫、扎波羅熱和切爾尼戈夫等地，至少造成7名平民死亡，42名平民受傷。烏克蘭空軍表示，俄羅斯午夜至凌晨期間，對烏克蘭發動無人機襲擊，俄軍從庫爾斯克、奧廖爾、俄佔克里米亞、米列羅沃和濱海阿赫塔爾斯克地區發射112架見證者-136無人機和不明型號無人機，防空系統在各地擊落60架無人機。另有15架無人機因電子戰措施，未能擊中目標。烏克蘭總統澤連斯基表示，俄軍使用多管火箭炮對蘇梅市中心發動5次襲擊，至少造成6名平民死亡，包括1名兒童，28名平民受傷，包括3名兒童，澤連斯基批評這是對平民的完全蓄意的攻擊。
烏克蘭武裝部隊總參謀部表示，自全面入侵以來，俄羅斯在烏克蘭損失990,800名士兵，過去一天俄軍有1,100人傷亡，累計損失10,881輛坦克、22,671輛裝甲戰鬥車輛、50,607輛車輛和油箱、28,623門火砲系統、1,402套多管火箭系統、1,176套防空系統、384架飛機、336架直升機、38,748架無人機、3,271枚巡弋飛彈、28艘船隻和1艘潛艦等。總參謀部表示，俄軍在1日的「蜘蛛網」行動中損失41架軍機，包括戰略轟炸機和其他型號戰機。
烏克蘭國家安全局表示，自2022年俄羅斯全面入侵烏克蘭以來，國家安全局對克里米亞大橋發動第三次襲擊，行動持續多個月，第一枚炸藥在凌晨4時44分被引爆，沒有造成任何傷亡，成功導致橋墩水下支撐部份嚴重受損。俄羅斯總統新聞秘書佩斯科夫4日表示，近期克里米亞大橋確實發生爆炸，但沒有造成任何損害，批評烏克蘭企圖襲擊俄羅斯的基礎設施。
俄佔赫爾松地區官員表示，無人機碎片破壞俄佔赫爾松地區海尼切斯克區附近以及俄佔扎波羅熱地區梅利托波爾附近的變電站，導致俄佔赫爾松地區150個定居點和俄佔扎波羅熱地區457個定居點停電。
俄羅斯國防部表示，北部集團軍部隊已經佔領蘇梅州安德列耶夫卡村。烏軍過去一晝夜在「特別軍事行動」中損失1,485名軍人。
烏克蘭總統澤連斯基表示，已經同意1日為俄羅斯成功對烏軍訓練基地發動襲擊導致12名士兵死亡負責的烏克蘭陸軍司令德拉帕特的請辭，但仍然希望對方留在軍中專注戰鬥問題，因此任命對方為聯合部隊指揮官。德拉帕特則在社交平台表示，自己已向總統解釋決定辭職的原因，獲得澤連斯基支持，自己亦向澤連斯基建議應專注的主要問題包括戰爭、前線和勝利等，強調需要改變指揮官對士兵的態度、履行職責以及每個烏克蘭士兵生命價值的文化，自己將繼續留在前線，完成總統澤連斯基交付的任務。另外總統澤連斯基簽署法令，解除烏克蘭無人系統部隊指揮官蘇哈列夫斯基的職務，任命無人機精英部隊「馬扎爾之鳥」指揮官布羅夫迪接任。
俄羅斯聯邦安全會議副主席、前總統梅德韋傑夫表示，俄烏在土耳其伊斯坦布爾進行的談判是為了讓俄羅斯早日迅速勝利和徹底消滅新納粹政權，而不是為了在不現實的條件下達成妥協和平而進行。正在美國參議院推動加強對俄制裁法案的共和黨參議員格林厄姆表示，感激梅德韋傑夫向世界明確表明俄羅斯和普京對和平沒有一點興趣，形容這是俄羅斯難得的誠實時刻。
俄羅斯總統新聞秘書佩斯科夫表示，俄羅斯總統普京、美國總統特朗普與澤連斯基之間的三方會談近期難以舉行。總統普京多次強調，願意開展最高級別接觸，但同時指出，接觸需建立在技術層面與專家層面已取得具體協商成果的基礎之上。另外佩斯科夫表示，俄羅斯總統普京已獲悉烏克蘭最近對俄羅斯多個空軍基無人機襲擊，並指出事件正在進行調查中。佩斯科夫的回應是克里姆林宮首次回應事件。
烏克蘭總統辦公室主任葉爾馬克表示，由副總理兼經濟部長斯維里登科率領的烏克蘭代表團已經抵達美國華盛頓，代表團將討論國防支援、戰場局勢和加強對俄羅斯的制裁，以及被綁架的烏克蘭兒童從俄羅斯帶回的努力、美烏礦產協議、與烏克蘭教會有關的俄羅斯宣傳以及最近在土耳其伊斯坦布爾的和談。
美國白宮新聞秘書萊維特表示，美國總統特朗普先前並未被告知烏克蘭準備發動「蜘蛛網行動」。當被問及特朗普對行動的看法時萊維特表示，希望讓特朗普自己回答這個問題，自己認為特朗普一直都希望戰爭結束。美國總統烏克蘭問題特使凱洛格表示，烏克蘭1日對俄羅斯發動的「蜘蛛網」行動可能會升級戰爭，並引發俄羅斯不可預測的回應，當烏克蘭攻擊俄羅斯國家生存系統「核三位一體」的一部份時，相關風險水準將會上升，亦會令烏克蘭難以知道俄羅斯的回應。
英國國防大臣賀理安表示，英國承諾到2026年4月本財政年度結束時，向烏克蘭提供10萬架無人機，較此前規模提高10倍。
匈牙利總理歐爾班表示，將會盡一切努力阻止烏克蘭加入歐盟，否則無法面對自己的良心，認為歐盟擴張是一個很好的理念，但烏克蘭的加入是例外，斥責布魯塞爾的官僚主義推動烏克蘭加入歐盟，形容烏克蘭入盟可以在一場失敗的戰爭中控制政治損失，但損害匈牙利的利益，並為歐洲經濟帶來壞處。
美國公共政策智庫「戰略與國際研究中心」公布報告表示，俄烏雙方的軍事傷亡總數接近140萬，其中包括約40萬烏克蘭士兵死傷，而俄羅斯已有超過95萬名俄羅斯士兵喪生或受傷，多至25萬人在戰場上喪生，形容損失凸顯俄羅斯總統普京對部隊的公然無視，儘管損失慘重，但俄羅斯仍然繼續依賴大規模攻擊。自2024年1月以來，這種方法使俄軍佔領不到1%的烏克蘭領土，通常每天只推進50米。同時軍事裝置損失率亦十分高，部分戰場損失率達到俄羅斯損失5件時，烏克蘭只損失1件。
英國傳媒「每日電訊報」引述消息報道，1日烏克蘭發動的「蜘蛛網行動」中烏克蘭無人機擊中俄軍駐紮在俄羅斯伊萬諾沃州伊萬諾沃空軍基地的2架A-50預警機雷達頂，1架預警機機翼被沙袋保護，而另1架預警機機身上排列著輪胎。

## 6月4日
烏克蘭地方政府表示，截至04日上午9時，俄羅斯在過去24小時內襲擊敖德薩、赫爾松、蘇梅、尼古拉耶夫、第聶伯羅彼得羅夫斯克、頓涅茨克、盧甘斯克、切爾卡瑟、哈爾科夫、扎波羅熱和切爾尼戈夫等地，至少造成7名平民死亡，52名平民受傷。烏克蘭空軍表示，俄羅斯午夜至凌晨期間，對烏克蘭發動無人機襲擊，俄軍從庫爾斯克、奧廖爾、俄佔克里米亞、米列羅沃和濱海阿赫塔爾斯克地區發射95架見證者-136無人機和不明型號無人機，防空系統在各地擊落36架無人機。另有25架無人機因電子戰措施，未能擊中目標。
烏克蘭武裝部隊總參謀部表示，自全面入侵以來，俄羅斯在烏克蘭損失991,820名士兵，過去一天俄軍有1,020人傷亡，累計損失10,884輛坦克、22,678輛裝甲戰鬥車輛、50,730輛車輛和油箱、28,711門火砲系統、1,402套多管火箭系統、1,176套防空系統、413架飛機、336架直升機、38,748架無人機、3,271枚巡弋飛彈、28艘船隻和1艘潛艦等。烏克蘭陸軍表示，俄軍對波爾塔瓦州一個軍事訓練設施發動導彈襲擊，沒有造成人員傷亡。
烏克蘭傳媒「基輔獨立報」引述烏克蘭國防部情報總局消息報道，情報總局成功入侵俄羅斯戰略飛機製造商「圖波列夫公司」的伺服器，訪問超過4.4千兆位元組的內部資料，包括官方信件、人事檔案、家庭住址、簡歷、購買記錄和非公開會議記錄，形容現在已經沒有什麼秘密。
烏克蘭總統澤連斯基表示，如果當初俄羅斯接受烏克蘭的停火建議，烏克蘭就不會在1日對俄羅斯多個空軍基地發動「蜘蛛網」行動。另外澤連斯基表示，俄烏雙方團隊就戰俘交換進行磋商。俄方已告知烏克蘭，在7和9日俄方能夠轉移500名軍事人員，但尚未按照承諾提供相關名單。澤連斯基在會見傳媒時表示，俄羅斯擬議的停火備忘錄中提出要求烏克蘭消除「民族主義組織」和私營軍事公司，形容自己在看到這樣的最後通牒後，開始思考允許私營軍事公司的問題。認為根據目前的烏克蘭法律，烏克蘭並不允許私人武裝部隊，指出俄羅斯提到的應該是烏克蘭國民警衛隊「亞速營」，但批評這樣的要求存在雙重標準，俄羅斯亦擁有私營軍事公司。另外表示，自2025年初以來，俄羅斯已發動約48,600次空襲，發射近27,700枚空中炸彈、11,200架無人機、約9,000架其他型號攻擊無人機和700多枚導彈。
俄羅斯總統普京表示，質疑與烏克蘭正在進行的和平談判的價值，指責基輔策劃在5月31日對俄羅斯布良斯克和庫爾斯克橋樑的恐怖襲擊，造成7人死亡，115人受傷。認為目前的基輔政權根本不需要和平，亦沒有什麼可談的。另外，普京與美國總統特朗普通電話，持續約1小時15分鐘，討論烏克蘭對俄羅斯軍機的攻擊，以及雙方一直在進行的各種其他攻擊。特朗普其後表示，對話中普京非常強烈地表示，將不得不對最近對烏克蘭對俄羅斯空軍基地的襲擊作出回應。此外普京亦與教宗良十四世通電話，普京批評烏克蘭試圖升級戰爭，又希望教宗支持烏克蘭親俄「莫斯科宗主教聖統烏克蘭正教會」。梵蒂岡表示，教宗呼籲俄羅斯作出有利於和平的姿態，強調對話對於雙方之間實現積極接觸和尋求衝突解決方案的重要性。
美國共和黨參議員威克表示，在總統特朗普與俄羅斯總統普京通話後，特朗普已要求參議院推遲對俄羅斯的加強制裁法案投票。
美國五角大樓新聞秘書威爾遜表示，國防部長赫格塞斯不會出席在比利時布魯塞爾舉行的烏克蘭國防聯絡小組會議，美國專注於儘快結束烏克蘭的戰爭，條件是建立持久和平。成為自俄羅斯全面入侵烏克蘭以來，美國防長首次缺席會議。美國駐北約大使惠塔克表示，美國政府尚未就向基輔提供軍事援助作出任何新決定，目前仍然專注於結束俄烏戰爭，強調美國依靠歐洲主導為烏克蘭提供實現持久和平所需的資源。
新聞通訊社「路透社」引述2名美國官員消息報道，烏克蘭1日發動的「蜘蛛網」行動中擊中20多架俄羅斯軍機，並摧毀其中約10架，較烏克蘭聲稱的數量少。

## 6月5日
烏克蘭地方政府表示，截至05日上午9時，俄羅斯在過去24小時內襲擊赫爾松、蘇梅、尼古拉耶夫、第聶伯羅彼得羅夫斯克、頓涅茨克、盧甘斯克、切爾卡瑟、哈爾科夫、扎波羅熱和切爾尼戈夫等地，至少造成8名平民死亡，46名平民受傷。烏克蘭空軍表示，俄羅斯午夜至凌晨期間，對烏克蘭發動無人機襲擊，俄軍從羅斯托夫地區發射伊斯坎德爾-M彈道導彈、從庫爾斯克、奧廖爾、俄佔克里米亞、米列羅沃和濱海阿赫塔爾斯克地區發射103架見證者-136無人機和不明型號無人機，防空系統在各地擊落28架無人機。另有46架無人機因電子戰措施，未能擊中目標。烏克蘭哈爾科夫州州長表示，午夜至凌晨期間，俄軍對哈爾科夫市發動導彈和無人機襲擊，至少造成17名平民受傷，包括4名兒童。烏克蘭國家應急服務表示，俄羅斯對烏克蘭切爾尼戈夫州普里盧基市住宅區發射6架無人機，至少造成5名平民死亡，包括1名兒童，9名平民受傷。赫爾松州州長表示，俄軍在短短15分鐘內先後發射4枚高爆炸彈，擊中並部份摧毁赫爾松市地區國家行政大樓，並損壞周圍的幾座建築。
烏克蘭武裝部隊總參謀部表示，自全面入侵以來，俄羅斯在烏克蘭損失992,750名士兵，過去一天俄軍有930人傷亡，累計損失10,884輛坦克、22,680輛裝甲戰鬥車輛、50,812輛車輛和油箱、28,750門火砲系統、1,406套多管火箭系統、1,177套防空系統、413架飛機、336架直升機、39,019架無人機、3,271枚巡弋飛彈、28艘船隻和1艘潛艦等。武裝部隊總參謀部表示，在有效的偵測和烏克蘭武裝部隊與烏克蘭國家安全局的協調努力下，烏軍對俄羅斯布良斯克州克林齊市附近的俄羅斯導彈部隊發動導彈襲擊，摧毀1個伊斯坎德爾彈道導彈發射器，並嚴重損壞另外2個發射器。
俄羅斯聯邦安全會議秘書紹伊古到訪北韓，會見北韓領導人金正恩時，金正恩重申北韓全力支持俄羅斯對烏克蘭的戰爭，北韓將繼續無條件支持俄羅斯的立場及其外交政策，強調平壤將繼續遵守與俄羅斯簽署的2024年「全面戰略夥伴關係協定」。紹伊古則與金正恩討論俄羅斯庫爾斯克州的戰場形勢，包括部署在該地區北韓士兵的作用。
俄羅斯外交部副部長里亞布科夫表示，在烏克蘭「蜘蛛網」行動中受損的俄羅斯轟炸機將被「恢復」，表明這些軍機在襲擊中並沒有被完全摧毀。
烏克蘭國家安全局表示，俄羅斯情報機構發動「假旗」行動，冒充烏克蘭當局擴大招募烏克蘭平民進行破壞行動，包括協助購買用於爆炸裝置的化學物，放火焚燒烏克蘭軍用車輛以及對政府大樓進行破壞。
美國總統特朗普表示，俄羅斯總統普京對烏克蘭「蜘蛛網」行動的回應不會很好，又引用普京的原話，烏克蘭的行動深入俄羅斯境內，俄羅斯別無選擇只能作出攻擊回應。特朗普表示自己當刻向普京表示，自己不喜歡這樣，普京亦不應該這樣做。當被記者問及對俄羅斯實施新制裁是否有最終截止日期時表示，相關日期我自己的腦海中，當美國看不見戰爭可能停止的時刻，美國將變得強硬。自己認為俄烏雙方即將能夠達成和平協議，不希望在此刻實施制裁導致談判破裂。另外特朗普會見到訪的德國總理默茨時表示，目前最好不要干預俄羅斯對烏克蘭的戰爭，並將俄羅斯和烏克蘭，比喻在在公園打交的小朋友，最好讓他們先戰鬥一回才分開他們。
巴西總統盧拉表示，重申對俄烏和平的呼籲，並且留意到早前美國總統特朗普與俄羅斯總統普京的通話，認為是一次良好的對話，但不會立即達至和平。而總統普京確實非常強烈地表示，將不得不對烏克蘭1日對俄羅斯軍事基地發動「蜘蛛網」行動作出回應，認為總統特朗普已經與烏克蘭討論相關問題，情況看起來並不好，敦促俄羅斯遏制對烏克蘭的攻擊。另外盧拉指出，自己在5月份與俄羅斯總統普京的通話中，敦促對方結束與烏克蘭的戰爭，敦促普京親自參加伊斯坦布爾的直接和談，更對普京表示，是時候睜開眼睛，結束戰爭的瘋狂，戰爭摧毀一切，一無所獲。
美國傳媒「Axios」引述知情人士消息報道，美國總統特朗普雖然在公開場合對烏克蘭1日對俄羅斯軍事基地發動「蜘蛛網」行動保持沉默，但私下表達對行動的熱情，形容是強大的壞蛋，襲擊的影響相當強烈。更將情況比作一支小而咄咄逼人的力量，設法傷害一個更強大的對手，用「吉娃娃」攻擊「一隻更大的狗」作比喻。

## 6月6日
烏克蘭地方政府表示，截至06日上午9時，俄羅斯在過去24小時內襲擊基輔、伏林、捷爾諾波爾、波爾塔瓦、赫爾松、蘇梅、尼古拉耶夫、第聶伯羅彼得羅夫斯克、頓涅茨克、盧甘斯克、切爾卡瑟、哈爾科夫、扎波羅熱和切爾尼戈夫等地，至少造成5名平民死亡，73名平民受傷。烏克蘭空軍表示，俄羅斯午夜至凌晨期間，對烏克蘭發動大規模無人機和導彈襲擊，俄軍從沃羅涅日和庫爾斯克地區發射6枚伊斯坎德爾-M/KN-23彈道導彈、從俄佔克里米亞地區發射2枚伊斯坎德爾-K巡航導彈、從薩拉托夫地區和里海上空使用Tu-95MS和Tu-160M戰略轟炸機發射36枚Kh-101巡航導彈、從黑海上空的戰機發射1枚Kh-31P反雷達導彈、從庫爾斯克、奧廖爾、布良斯克和濱海阿赫塔爾斯克地區發射407架見證者-136無人機和不明型號無人機，防空系統在各地擊落199架無人機、4枚伊斯坎德爾-M/KN-23彈道導彈、30枚Kh-101巡航導彈和2枚伊斯坎德爾-K巡航導彈。另有169架無人機和2枚伊斯坎德爾-M/KN-23彈道導彈因電子戰措施，未能擊中目標。烏克蘭總統澤連斯基表示，俄羅斯為報復烏克蘭發動的「蜘蛛網」行動，發動開戰以來對烏克蘭的最大規模襲擊，逾400架無人機和40枚導彈瞄準幾乎全部烏克蘭領土徹夜進行轟炸，包括從西部城市利沃夫至東北部城市蘇梅等9個地區，至少造成6名平民死亡，包括在基輔搶險救援的3名消防員，80名平民受傷。呼籲國際對俄羅斯施壓推動實現停火，認為現時並非所有國家都齊心協力進行施壓，令普京藉此拖延戰爭以繼續進攻烏克蘭。
烏克蘭武裝部隊總參謀部表示，自全面入侵以來，俄羅斯在烏克蘭損失993,910名士兵，過去一天俄軍有1,160人傷亡，累計損失10,889輛坦克、22,685輛裝甲戰鬥車輛、50,913輛車輛和油箱、28,794門火砲系統、1,406套多管火箭系統、1,180套防空系統、413架飛機、336架直升機、39,193架無人機、3,271枚巡弋飛彈、28艘船隻和1艘潛艦等。烏克蘭武裝部隊總參謀部表示，在俄羅斯發動戰爭中最猛烈的空襲之前幾個小時，烏軍先發制人對俄羅斯多個機場和軍事設施發動襲擊，包括薩拉託夫州恩格斯空軍基地和梁贊州佳吉列沃空軍基地，烏克蘭對俄羅斯軍事基礎設施的打擊將繼續，直到俄羅斯對烏克蘭的武裝侵略完全停止。
俄羅斯莫斯科市長表示，防空部隊擊落飛往莫斯科的10架無人機。卡盧加州州長表示，防空系統在當地擊落5架無人機。圖拉州州長表示，防空部隊攔截2架無人機。俄羅斯獨立傳媒「Astra」報道，烏克蘭無人機午夜至凌晨期間襲擊俄羅斯薩拉託夫州恩格斯的煉油廠和坦波夫州米丘林斯克市，生產高科技航空和導彈控制系統的JSC進步工廠後，發生爆炸和火災。另外Astra引述俄羅斯緊急服務部官員消息報道，烏克蘭無人機夜間襲擊俄羅斯布良斯克國際機場，摧毀1架Mi-8直升機，並損壞1架Mi-35直升機。俄佔扎波罗热核电站卫星城市埃涅尔戈达尔遭到烏克蘭無人機襲擊，2架被压制，1架被摧毁，2架坠毁，未引发建筑物损毁及人员伤亡。
烏克蘭總統澤連斯基回應美國總統特朗普5日形容俄烏戰爭就像小朋友在公園打架一樣時表示，烏克蘭不是和普京在公園遊玩的孩子，普京是一個殺人犯，來到公園是為了殺死孩子。並提到一名烏克蘭父親在一次俄羅斯導彈襲擊中失去妻子和三個小孩所承受的無限痛苦，認為特朗普無法完全感受和理解這種痛苦。
俄羅斯聯邦國家近衛軍表示，部隊成員在梁贊州一個軍事設施附近殺死1名男子，該男士試圖發射一架裝滿手榴彈的無人機。
烏克蘭總統辦公室副主任帕利薩表示，俄羅斯目前的目標是佔領第聶伯河以東的所有烏克蘭領土，並向敖德薩和尼古拉耶夫推進，令烏克蘭無法與黑海接壤。
美國總統特朗普表示，烏克蘭發動的「蜘蛛網」行動為俄羅斯總統普京對烏克蘭發動大規模襲擊提供理由，認為這正是自己不喜歡的地方。
愛沙尼亞、拉脫維亞和立陶宛國會外交事務委員會發表聯合聲明，重申波羅的海三國在烏克蘭抵禦俄羅斯和尋求加入歐盟和北約方面都堅定支持烏克蘭，其中歡迎烏克蘭在2030年1月1日之前成為歐盟正式成員。敦促在即將在荷蘭海牙舉行的2025年北約峰會上採取具體的政治步驟，使烏克蘭成為北約的成員。認為烏克蘭加入北約將不僅在烏克蘭，而且在整個歐洲鞏固公正和持久的和平，並有助於維護全球基於規則的國際秩序，烏克蘭加入北約將為維護歐洲-大西洋安全提供一個更有效和持久的框架。
欧盟宣布结束自俄乌冲突爆发后对乌实施的農產品关税豁免措施。

## 6月7日
烏克蘭空軍表示，俄羅斯午夜至凌晨期間，對烏克蘭發動大規模無人機和導彈襲擊，俄軍從沃羅涅日地區發射2枚伊斯坎德爾-M/KN-23彈道導彈、從羅斯托夫地區發射1枚伊斯坎德爾-K巡航導彈、從俄佔扎波羅熱地區上空戰機發射6枚Kh-59/69導彈、從米列羅沃、俄佔克里米亞、庫爾斯克、奧廖爾、布良斯克和濱海阿赫塔爾斯克地區發射206架見證者-136無人機和不明型號無人機，防空系統在各地擊落87架無人機、6枚Kh-59/69導彈和1枚伊斯坎德爾-K巡航導彈。另有80架無人機因電子戰措施，未能擊中目標。烏克蘭哈爾科夫州州長表示，俄軍使用無人機、導彈和制導炸彈襲擊哈爾科夫市，至少造成5名平民死亡，19名平民受傷，包括2名兒童。晚上俄軍再使用4枚制導炸彈對哈爾科夫市發動襲擊，擊中一個家庭聚會場所，至少造成5名平民死亡，18名平民受傷。
烏克蘭武裝部隊總參謀部表示，自全面入侵以來，俄羅斯在烏克蘭損失995,030名士兵，過去一天俄軍有1,120人傷亡，累計損失10,904輛坦克、22,737輛裝甲戰鬥車輛、51,079輛車輛和油箱、28,850門火砲系統、1,410套多管火箭系統、1,181套防空系統、414架飛機、337架直升機、39,493架無人機、3,308枚巡弋飛彈、28艘船隻和1艘潛艦等。烏克蘭空軍表示，上午烏克蘭在俄羅斯庫爾斯克州擊落1架俄羅斯Su-35戰機。
烏克蘭總統澤連斯基表示，烏克蘭國家安全局對俄羅斯發動的「蜘蛛網」行動中，並沒有使用任何由盟友提供的武器，整個行動完全使用烏克蘭生產的無人機。另外指出俄軍繼續殘酷轟炸哈爾科夫，使用無人機和制導炸彈全天侯瞄準這座城市，認為俄羅斯並不是進行報復，而是進行破壞行為。強調俄羅斯的目標是徹底消除烏克蘭的生活，並重申在所有被佔領土上，俄羅斯都表現出其真正意圖，只建設軍事基礎設施，掠奪任何有價值的東西。在11年多的戰爭中，俄羅斯只為烏克蘭的土地帶來廢墟與死亡。重申烏克蘭對防空的迫切需求，並特別呼籲美國，指出仍在等待對購買能夠提供幫助烏克蘭的系統的回應。感謝歐洲國家的支援，並強調聯合生產防空系統和導彈的必要性，不僅對烏克蘭至關重要，而且對整個歐洲都至關重要。
俄羅斯談判代表團團長、總統顧問梅金斯基表示，俄方已將部分烏方陣亡人員遺體，運往位於兩國邊境的約定地點，但烏方人員未抵達，並無限期推遲接收陣亡人員遺體和交換戰俘時間。烏克蘭戰俘待遇協調總部否認推遲交換戰俘，指按照烏俄在伊斯坦布爾的談判共識，烏方已向俄方遞交交換人員名單，涉及以全部換全部方式，交換重傷和重病軍人，以及25歲以下被俘士兵，俄方的交換人員名單與商定方案不符，烏方提出意見，正等待俄方回應。至於交換陣亡士兵遺體，雙方雖然達成共識，但未就交換日期達成一致。
烏克蘭國家安全局表示，逮捕2名烏克蘭公民涉嫌聽從俄羅斯情報部門指示，在6日針對第聶伯羅市檢察官汽車放置炸彈，令該名人員受傷。
芬蘭總理奧爾波批評有報道指美國總統特朗普試圖削弱制裁俄羅斯的法案，指出必需迫使俄羅斯總統普京坐上談判桌，希望美國能夠儘快、儘可能完整地通過法案。
加拿大國防部表示，加拿大將向烏克蘭提供超過2,550萬美元的軍事裝備，包括裝甲車和彈藥等。

## 6月8日
烏克蘭地方政府表示，截至08日上午9時，俄羅斯在過去24小時內襲擊赫爾松、蘇梅、尼古拉耶夫、第聶伯羅彼得羅夫斯克、頓涅茨克、盧甘斯克、切爾卡瑟、哈爾科夫、扎波羅熱和切爾尼戈夫等地，至少造成12名平民死亡，65名平民受傷。烏克蘭空軍表示，俄羅斯午夜至凌晨期間，對烏克蘭發動大規模無人機和導彈襲擊，俄軍從俄佔扎波羅熱地區發射2枚Kh-59/69導彈、從俄佔克里米亞地區發射1枚P-800寶石導彈、從庫爾斯克、奧廖爾、布良斯克和濱海阿赫塔爾斯克地區發射49架見證者-136無人機和不明型號無人機，防空系統在各地擊落22架無人機。另有18架無人機因電子戰措施，未能擊中目標。
烏克蘭武裝部隊總參謀部表示，自全面入侵以來，俄羅斯在烏克蘭損失996,150名士兵，過去一天俄軍有1,120人傷亡，累計損失10,911輛坦克、22,748輛裝甲戰鬥車輛、51,225輛車輛和油箱、28,892門火砲系統、1,410套多管火箭系統、1,183套防空系統、414架飛機、337架直升機、39,651架無人機、3,315枚巡弋飛彈、28艘船隻和1艘潛艦等。
俄羅斯莫斯科市長表示，凌晨期間防空系統擊落10架烏克蘭無人機，莫斯科伏努科沃國際機場和莫斯科多莫傑多沃機場短暫暫停營運。俄羅斯獨立傳媒「Astra」報道，烏克蘭無人機襲擊俄羅斯圖拉州新莫斯科斯克的Azot化工廠，引發爆炸和大火。
俄羅斯國防部表示，俄軍已經進入第聶伯羅彼得羅夫斯克州。烏克蘭南部司令部表示，俄軍繼續努力闖入第聶伯羅彼得羅夫斯克州，第31獨立旅陣地周圍的局勢仍然緊張，但部隊仍然守着前線，否認俄軍已經進入第聶伯羅彼得羅夫斯克州。
戰場監測組織「DeepState」表示，俄軍已經佔領烏克蘭蘇梅州處於邊境附近戰略暴露區的洛克尼亞。
烏克蘭總統澤連斯基表示，證實美國特朗普政府將2萬枚由上屆拜登政府批准提供給烏克蘭的反無人機導彈轉移給美國在中東的部隊。指出這將會令烏克蘭在面對俄羅斯無人機時出現很大問題，烏克蘭將會尋找所有其他工具作出抵禦。
烏克蘭國防部情報總局局長布達洛夫表示，在2日土耳其伊斯坦布爾俄烏談判中達成的交換軍事人員遺體將於下星期進行，譴責俄羅斯圍繞此事進行的宣傳活動。
烏克蘭蘇梅州長赫里霍羅夫表示，俄羅斯向蘇梅州的推進勢頭不斷增強，但目前沒有計劃從蘇梅市大規模疏散平民，蘇梅州邊境沿線局勢十分緊張，但仍在烏克蘭軍隊的控制之下。
匈牙利總理歐爾班表示，質疑俄羅斯攻擊北約國家的能力，認為俄羅斯人太弱，甚至沒有能力擊敗烏克蘭，所以俄羅斯沒有能力真正攻擊北約。
新聞通訊社「路透社」引述美國政府官員消息報道，美國認為俄羅斯尚未對烏克蘭發動的「蜘蛛網」行動作出充分回應，認為可能在未來幾日發動與6日對烏克蘭發動的大規模攻擊類似的襲擊，認為情況可能是「不對稱的」，俄羅斯可能會使用導彈和無人機攻擊多個目標，特別是針對高價值的政府場所，如行政大樓或情報設施。

## 6月9日
烏克蘭空軍表示，俄羅斯午夜至凌晨期間，對烏克蘭發動大規模無人機和導彈襲擊，俄軍從坦波夫地區發射4枚匕首高超音速導彈、從俄佔克里米亞地區發射1枚Kh-35巡弋導彈、從薩拉托夫地區發射10枚Kh-101巡航導彈、從黑海上空的戰機發射2枚Kh-31P反雷達導彈和3枚Kh-22巡弋導彈、從庫爾斯克、沙塔洛沃、奧廖爾、米列羅沃和濱海阿赫塔爾斯克地區發射單次襲擊中數量最多的479架見證者-136無人機和不明型號無人機，防空系統在各地擊落277架無人機、1枚Kh-35巡弋導彈、4枚匕首高超音速導彈、10枚Kh-101巡航導彈和2枚Kh-31P反雷達導彈。另有183架無人機和2枚Kh-22巡弋導彈因電子戰措施，未能擊中目標。
烏克蘭武裝部隊總參謀部表示，自全面入侵以來，俄羅斯在烏克蘭損失997,120名士兵，過去一天俄軍有970人傷亡，累計損失10,915輛坦克、22,759輛裝甲戰鬥車輛、51,348輛車輛和油箱、28,934門火砲系統、1,411套多管火箭系統、1,183套防空系統、414架飛機、337架直升機、39,818架無人機、3,315枚巡弋飛彈、28艘船隻和1艘潛艦等。武裝部隊總參謀部表示，在俄羅斯對烏克蘭發動大規模襲擊後，烏克蘭對俄羅斯用於發射匕首高超音速導彈的俄羅斯空軍基地發動襲擊，一架MiG-31戰機和一架Su-30或Su-34戰機受損。另外總參謀部證實烏克蘭無人機部隊與其他部隊協調，烏克蘭無人機襲擊俄羅斯楚瓦什共和國切博克斯雷市，用於生產空襲系統的「JSC VNIIR-Progress」設施，造成爆炸和大規模火災。
烏克蘭總統澤連斯基表示，證實烏克蘭已經開始與俄羅斯進行大規模戰俘交換，是2日在土耳其伊斯坦布爾舉行的和平談判達成協議的一部分，被遣返的人中有重傷以及25歲以下的戰俘。烏克蘭戰俘待遇協調總部表示，第一批被釋放的戰俘，包括烏克蘭海軍、地面部隊、空軍、國民警衛隊、邊防衛隊、領土防禦和國家特別運輸局的人員。
俄羅斯總統新聞秘書佩斯科夫表示，俄軍正在烏克蘭第聶伯羅彼得羅夫斯克州發動進攻，作為在烏克蘭領土上建立緩衝區的一部份。烏克蘭國家安全與國防委員會轄下反虛假資訊中心表示，俄羅斯關於在第聶伯羅彼得羅夫斯克州進攻的所有資訊，包括佩斯科夫的言論，都與現實不符。
烏克蘭國防部情報總局局長布達洛夫表示，俄羅斯已經協助北韓在北韓境內生產伊朗研發的見證者無人機，形容是軍事技術轉讓，警告將進一步破壞朝鮮半島軍事平衡。又指出俄羅斯在收到北韓首批KN-23彈道導彈後，開始協助北韓大大改善導彈的不準確性。
俄羅斯聯邦調查委員會表示，俄羅斯法院裁定烏克蘭亞速旅狙擊手魯斯蘭·奧爾洛夫和護理人員阿爾特姆·諾維科夫涉嫌在2022年4月於烏克蘭頓涅茨克州馬裡烏波爾市殺害3名平民，判處在殖民地監獄監禁26和24年。
俄羅斯獨立傳媒「Astra」公布一段片段表示，今年較早時候一名俄羅斯士兵在參與奪回烏克蘭控制的俄羅斯庫爾斯克州蘇賈鎮的行動期間，使用榴彈發射器向一棟住宅樓開火，期間反覆高呼車臣共和國的口號。俄羅斯庫爾斯克州州長欣施泰因證實相關片段，並表示該名士兵在6月初逃離執法部門的追捕時死於一場交通意外。
北約秘書長呂特表示，俄羅斯在三個月內生產的武器彈藥量相等於北約成員國一年的產量，認為俄羅斯總統普京的戰爭機器能力正在加速，而不是放緩，俄羅斯正在利用中國的技術重組部隊，更快地生產更多武器。另外呂特表示，烏克蘭加入北約之路不可逆轉，即使即將在海牙舉行的峰會最後公報中可能沒有明確提及，但烏克蘭未來加入北約的政治承諾仍然沒有改變。法國海軍上將、負責北約盟軍轉型問題的最高指揮官範迪爾表示，烏克蘭在俄羅斯境內的「蜘蛛網」行動重新發明了現代的特洛伊木馬戰術。
德國聯邦情報局局長卡爾表示，俄羅斯希望透過對烏克蘭以外的北約國家發動敵對措施來測試北約的集體防禦決心，指出俄羅斯不需要為此派遣坦克，只需要將「小綠人」送到愛沙尼亞，以捍衛俄羅斯單方面聲稱被壓迫的俄羅斯少數民族。

## 6月10日
烏克蘭地方政府表示，截至10日上午9時，俄羅斯在過去24小時內襲擊基輔、敖德薩、赫爾松、蘇梅、尼古拉耶夫、第聶伯羅彼得羅夫斯克、頓涅茨克、盧甘斯克、切爾卡瑟、哈爾科夫、扎波羅熱和切爾尼戈夫等地，至少造成7名平民死亡，34名平民受傷。烏克蘭空軍表示，俄羅斯午夜至凌晨期間，對烏克蘭發動大規模無人機和導彈襲擊，俄軍從庫爾斯克地區發射5枚伊斯坎德爾-K巡航導彈、從沃羅涅日地區發射2枚KN-23彈道導彈、從庫爾斯克、沙塔洛沃、奧廖爾、米列羅沃和濱海阿赫塔爾斯克地區發射315架見證者-136無人機和不明型號無人機，防空系統在各地擊落213架無人機、5枚伊斯坎德爾-K巡航導彈和2枚KN-23彈道導彈。另有61架無人機因電子戰措施，未能擊中目標。烏克蘭總統澤連斯基表示，俄羅斯發動自全面入侵以來對基輔的最大襲擊之一。基輔市長表示，俄羅斯對基輔的徹夜襲擊，至少造成1名平民死亡，4名平民受傷。烏克蘭文化部部長表示，被納入世界教科文組織世界遺產名錄的聖蘇菲亞主教座堂遇襲受損，形容象徵烏克蘭國家誕生之地受到破壞。敖德薩州州長表示，俄羅斯對當地的襲擊，擊中一間婦產醫院，至少造成2名平民死亡，8名平民受傷。
烏克蘭武裝部隊總參謀部表示，自全面入侵以來，俄羅斯在烏克蘭損失998,080名士兵，過去一天俄軍有960人傷亡，累計損失10,919輛坦克、22,768輛裝甲戰鬥車輛、51,455輛車輛和油箱、28,982門火砲系統、1,412套多管火箭系統、1,183套防空系統、416架飛機、337架直升機、40,057架無人機、3,330枚巡弋飛彈、28艘船隻和1艘潛艦等。烏克蘭克里米亞游擊隊「阿泰什」表示，成員在俄佔梅利託波爾地區摧毁一輛設有移動電子戰系統的軍用車輛，癱瘓俄羅斯第64獨立機動步槍無人機工作。
俄羅斯獨立傳媒「Astra」報道，烏克蘭無人機分別襲擊俄羅斯韃靼斯坦和列寧格勒州。
烏克蘭總統澤連斯基表示，俄羅斯談判代表在今年第二輪談判中直接告訴烏克蘭代表團，所謂的「和平備忘錄」只是烏克蘭無法接受的最後通牒，認為俄羅斯的目標是削弱西方對烏克蘭的支援，延長談判並繼續軍事侵略。另外澤連斯基在接受傳媒訪問時表示，西方盟友沒有對俄羅斯實施制裁的部份原因是烏克蘭拒絕將動員降低到18歲。澤連斯基認為重要的不是人數，而是武器和技術，正如早前的「蜘蛛網」行動所證明的成果。澤連斯基證實烏俄繼續進行2日在土耳其伊斯坦堡舉行的和平談判達成戰俘交換協議的第二階段，被遣返的人中有重傷以及25歲以下的戰俘。烏克蘭戰俘待遇協調總部表示，第二批被釋放的戰俘，包括烏克蘭海軍、地面部隊、國民警衛隊、無人系統部隊、空中突擊部隊、邊防衛隊、領土防衛和國家特別運輸局的人員。另外澤連斯基在晚間講話中表示，歐盟委員會提出的第18輪制裁是朝着正確方向邁出的一步，但認為俄羅斯石油價格上限的限制，應該由每桶60美元降低至每桶30美元，以迫使俄羅斯同意停火。
烏克蘭國家安全與國防事務委員會表示，總統澤連斯基批淮對48名與驅逐烏克蘭兒童有關的個人和9個組織實施制裁，名單包括俄佔克里米亞「軍事愛國教育區域準備中心」主任哈夫裡爾丘克，以及由俄羅斯政府贊助的青年組織「青年軍」地區總部負責人，相關組織將俄羅斯的意識形態灌輸與兒童和青少年的軍事訓練相結合。
美國國防部長赫格塞斯出席眾議院撥款委員會國防小組舉行的2026年國防預算聽證會時表示，本屆政府對於俄烏衝突的看法非常不同，認為透過談判達成和平解決方案符合雙方的最佳利益和美國國家利益，美國將會在即將到來的國防預算中，減少分配給烏克蘭的軍事援助資金。被問到三年俄烏戰爭中誰是侵略者時，赫格塞斯表示俄羅斯是侵略者，但避免直接說明美國希望那一方獲勝，而是強調總統特朗普致力於和平，並將責任推卸到奧巴馬和拜登政府，認為是兩人任期內反應緩慢，令普京有機會佔領克里米亞和入侵烏克蘭。
歐盟委員會主席馮德萊恩表示，歐盟擬議對俄羅斯實施的第18輪制裁包括能源、銀行、石油和其他領域的額外限制，包括禁止涉及北溪1號和2號天然氣管道的交易，將俄羅斯油價上限從每桶60美元降低至每桶45美元。將77艘油輪納入影子艦隊名單，22間俄羅斯銀行禁止使用國際結算系統。
以色列外交部否認以色列駐烏克蘭大使布羅茨基在接受傳媒訪問時，聲稱以色列曾經向烏克蘭提供愛國者防空系統，表明以色列從來沒有將相關系統移交烏克蘭。
烏克蘭基輔國際社會學研究所公布民意調查顯示，約48%受訪烏克蘭人反對事實上承認俄羅斯對俄佔烏克蘭地區的控制以實現和平，43%受訪烏克蘭人則表示願意作出讓步，與俄羅斯達成和平協議，但前提是協議不包括正式或法律上承認俄羅斯對俄佔烏克蘭地區的控制。
獨立調查機構「Follow the Money」公布調查顯示，自2022年俄羅斯全面入侵烏克蘭以來，西方公司至少向俄羅斯繳納460億美元稅款，俄羅斯20個最大外國企業納稅人中17間公司來自七國集團和歐盟國家，繳納的稅款金額佔俄羅斯2025年國防預算的三分之一。
俄总统普京签署命令，宣布把针对俄石油和石油产品设置价格上限的反制措施延长至2025年12月31日。

## 6月11日

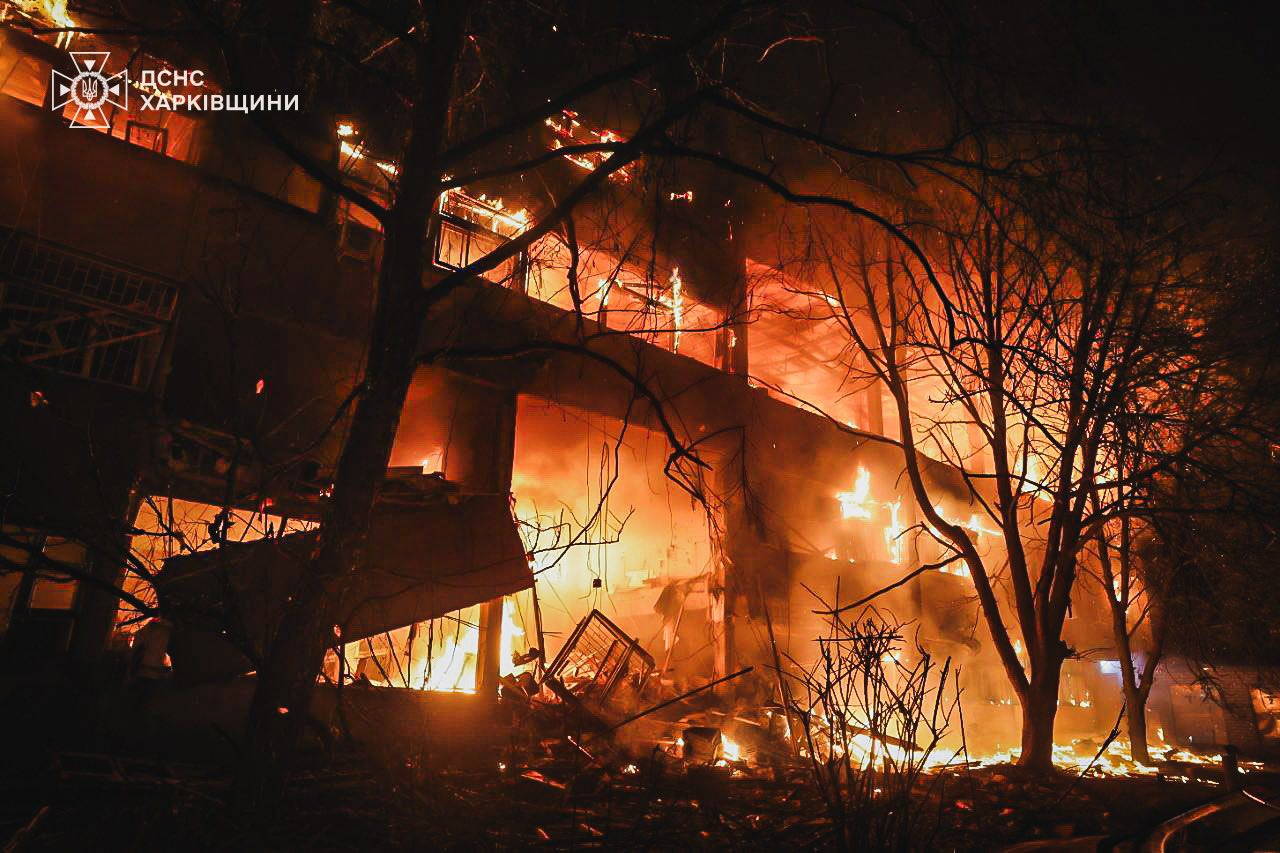
俄軍襲擊哈爾科夫市後

烏克蘭地方政府表示，截至11日上午9時，俄羅斯在過去24小時內襲擊敖德薩、赫爾松、蘇梅、尼古拉耶夫、第聶伯羅彼得羅夫斯克、頓涅茨克、盧甘斯克、切爾卡瑟、哈爾科夫、扎波羅熱和切爾尼戈夫等地，至少造成4名平民死亡，73名平民受傷。烏克蘭空軍表示，俄羅斯午夜至凌晨期間，對烏克蘭發動大規模無人機和導彈襲擊，俄軍從庫爾斯克地區發射1枚伊斯坎德爾-M彈道導彈、從庫爾斯克、俄佔克里米亞、奧廖爾、米列羅沃和濱海阿赫塔爾斯克地區發射85架見證者-136無人機和不明型號無人機，防空系統在各地擊落40架無人機。另有9架無人機因電子戰措施，未能擊中目標。烏克蘭哈爾科夫州州長表示，俄羅斯使用無人機襲擊哈爾科夫市住宅區，至少造成3名平民死亡，64名平民受傷，包括9名兒童。
烏克蘭武裝部隊總參謀部表示，自全面入侵以來，俄羅斯在烏克蘭損失999,200名士兵，過去一天俄軍有1,120人傷亡，累計損失10,927輛坦克、22,783輛裝甲戰鬥車輛、51,579輛車輛和油箱、29,016門火砲系統、1,413套多管火箭系統、1,183套防空系統、416架飛機、337架直升機、40,297架無人機、3,337枚巡弋飛彈、28艘船隻和1艘潛艦等。
俄羅斯Telegram頻道報道，烏克蘭無人機襲擊俄羅斯坦波夫州科託夫斯克鎮一家火藥廠，發生大火。烏克蘭武裝部隊總參謀部表示，過去一夜烏克蘭無人機襲擊俄羅斯的多個軍事目標，包括坦波夫火藥廠、庫爾斯克州俄羅斯第106空降師的彈藥庫和沃羅涅日州布圖爾諾夫卡機場的倉庫。
烏克蘭總統澤連斯基出席在敖德薩舉行的「烏克蘭-東南歐峰會」，與會者包括自2022年俄羅斯入侵烏克蘭以來首次到訪烏克蘭的塞爾維亞總統武契奇和新任羅馬尼亞總統達恩等。塞爾維亞總統武契奇表示，自己沒有簽署敖德薩烏克蘭-東南歐峰會的聯合宣言，宣言譴責俄羅斯對烏克蘭的非法侵略，呼籲俄軍從烏克蘭完全撤出，並重申支援烏克蘭的領土完整。武契奇認為自己不會背叛俄羅斯，因此沒有簽署宣言，並表示塞爾維亞希望超越政治宣言，向基輔提供實際援助，願意協助重建一至兩個城市或地區。
俄羅斯總統普京與軍方官員及軍工企業高層舉行會議，審議2027年至2036年國家軍備計劃草案，指出俄羅斯現代武器和裝置在戰略核力量中的份額已經達到95%，是世界上所有核大國中最高，但仍需儘快改善俄羅斯的地面部隊，認為在進行任何規模和強度的現代軍事行動中，主導力量仍然是地面部隊。
烏克蘭總統辦公室表示，總統澤連斯基與摩爾多瓦總統桑杜和羅馬尼亞總統達恩舉行三邊會議，討論三邊在區域、網路安全和國防合作、歐洲一體化、對俄羅斯的制裁。
烏克蘭總理什梅米爾表示，預計烏克蘭將從英國獲得22.6億美元資金購買「Rapid Ranger」防空系統和M「岩燕」輕量級多用途導彈，將在俄羅斯空襲加劇的情況下大幅加強烏克蘭的防空能力。
烏克蘭戰俘待遇協調總部表示，在烏克蘭國家安全局、內政部、國家緊急服務局和武裝部隊以及國際紅十字會等協助下，從哈爾科夫、頓涅茨克、赫爾松、蘇梅、盧甘斯克和扎波羅熱地區獲俄羅斯歸還1,212名在與俄羅斯作戰中陣亡的烏克蘭士兵遺體。
烏克蘭國家安全局公布片段，詳細介紹1日對俄羅斯空軍基地發動的「蜘蛛網」行動，準備工作在俄羅斯車雅賓斯克市進行，鄰近俄羅斯聯邦安全局辦公室。行動涉及117架無人機，隱藏在俄羅斯各地的貨車中，並部署在距離烏克蘭邊境數千公里的4個俄羅斯空軍基地附近，成功摧毀和損壞41架軍機，包括Tu-95、Tu-22M3和Tu-160轟炸機、A-50偵察機以及An-12和Il-78運輸機，造成超過70億美元的損失。行動原訂一同襲擊阿穆爾州烏克蘭卡空軍基地，但相關攻擊失敗。襲擊中烏克蘭使用專門設計的無人機，能夠用於對後方深處發動攻擊，特別在能夠於邊境後數千公里處實時遠端控制並繞過俄羅斯的防禦，有效地打擊目標。局長馬柳克強調，烏克蘭無人機瞄準絕對合法的目標，並將繼續攻擊俄羅斯認為烏克蘭無法觸及的地方，表明正在研究新的驚喜，不亞於「蜘蛛網」行動的為俄羅斯帶來的痛苦。
1日為俄羅斯成功對烏軍訓練基地發動襲擊導致12名士兵死亡負責而請辭的烏克蘭陸軍司令德拉帕特正式轉任為聯合部隊指揮官。德拉帕特表示，自己問心無愧地完成陸軍司令的六個月任期。
歐盟外交與安全政策高級代表卡拉斯表示，即使沒有美國的支援，歐盟亦可以對俄羅斯石油施加額外的價格上限。俄羅斯主要透過波羅的海和黑海出口。因此即使美國不參與，歐盟仍然可以做到一些影響。

## 6月12日
烏克蘭地方政府表示，截至12日上午9時，俄羅斯在過去24小時內襲擊赫爾松、蘇梅、尼古拉耶夫、第聶伯羅彼得羅夫斯克、頓涅茨克、盧甘斯克、切爾卡瑟、哈爾科夫、扎波羅熱和切爾尼戈夫等地，至少造成3名平民死亡，37名平民受傷。烏克蘭空軍表示，俄羅斯午夜至凌晨期間，對烏克蘭發動大規模無人機和導彈襲擊，俄軍從庫爾斯克、俄佔克里米亞、奧廖爾、米列羅沃地區發射63架見證者-136無人機和不明型號無人機，防空系統在各地擊落28架無人機。另有21架無人機因電子戰措施，未能擊中目標。烏克蘭哈爾科夫州州長表示，俄羅斯發射12架無人機襲擊哈爾科夫市住宅區，至少造成15名平民受傷，包括4名兒童。
烏克蘭武裝部隊總參謀部表示，自全面入侵以來，俄羅斯在烏克蘭損失1,000,340名士兵，過去一天俄軍有1,140人傷亡，是自全面戰爭爆發以來俄羅斯報告的傷亡人數首次超過100萬，累計損失10,933輛坦克、22,786輛裝甲戰鬥車輛、51,579輛車輛和油箱、29,063門火砲系統、1,413套多管火箭系統、1,184套防空系統、416架飛機、337架直升機、40,435架無人機、3,337枚巡弋飛彈、28艘船隻和1艘潛艦等。總參謀部表示，烏克蘭無人系統部隊襲擊俄羅斯莫斯科州「Rezonit Technopark」工廠，工廠負責生產俄羅斯導彈的飛行控制和導航部件。烏克蘭克里米亞游擊隊「阿泰什」表示，成員在俄佔梅利託波爾地區摧毁一輛軍用卡車，多名俄軍士兵死亡。
烏克蘭總統澤連斯基表示，俄羅斯正試圖推遲和平談判，以避免美國實施更嚴厲的制裁，美國總統特朗普曾經表示烏克蘭和俄羅斯之間有一座外交橋樑，在談判期間不會對俄羅斯實施制裁。因此普京的策略是保持對話的錯覺，警告俄羅斯的目標不是和平，而是爭取時間繼續堅持。同時駁斥俄羅斯關於在戰場上取得重大進展的說法，表明烏軍已經成功抵禦近三星期的再次進攻，認為俄羅斯的說法只是虛假資訊運動的一部份。俄軍升級在蘇梅地區的越境襲擊，烏軍正逐步將俄軍從蘇梅州的部分地區趕走。澤連斯基證實烏俄繼續進行2日在土耳其伊斯坦堡舉行的和平談判達成戰俘交換協議的第三階段，被遣返的人中有重傷以及25歲以下的戰俘。烏克蘭戰俘待遇協調總部表示，第三批被釋放的戰俘，包括武裝部隊、空中突擊部隊、海軍、空軍、領土國防軍、國民警衛隊、邊防軍和國家特別運輸局，大部分人曾在頓涅茨克、盧甘斯克、哈爾科夫、赫爾松和扎波羅熱州的戰鬥行動中服役。
烏克蘭總統澤連斯基會見到訪的德國國防部長皮斯托里烏斯，兩人會後表示，德國將根據三年供應計劃向烏克蘭提供IRIS-T防空系統，但目前德國沒有計劃提供金牛座遠程導彈。
俄羅斯總統普京在國家軍備計畫會議上表示，俄羅斯將成立專門的無人系統軍事部門，目前已為創建這支武裝部隊積累大量經驗。
烏克蘭總統辦公室主任葉爾馬克表示，烏克蘭成功帶回5名被強行帶到俄羅斯和俄佔地區的兒童。
烏克蘭戰俘待遇協調總部表示，超過10萬個俄羅斯家庭與烏克蘭開設的「我想找到」倡議聯絡，尋求對在俄羅斯服兵役期間失蹤的親屬，透過倡議家屬可以核實其親屬是否被俘或被殺害，使他們能夠向俄羅斯當局施壓，要求其進行戰俘交換。截至6月烏克蘭已確認聯絡的家屬中有2,415名俄羅斯士兵被俘虜，其中1,126人用於交換烏克蘭士兵。
美國國務卿盧比歐發聲明表示，向俄羅斯人民祝賀俄羅斯國慶日的到來，美國支持俄羅斯人民對更光明未來的期望，重申希望以具建設性的參與，努力為烏克蘭戰爭帶來和平，藉機重申美國希望與俄羅斯進行具建設性的接觸，來為俄羅斯與烏克蘭帶來可持久的和平。是自2022年俄羅斯全面入侵烏克蘭以來，美國首次就俄羅斯國慶日發表祝賀。
北韓國營傳媒「朝中社」報道，金正恩向普京致賀電，祝賀俄羅斯聯邦國慶日，強調朝俄兩國士兵在維護俄羅斯主權與領士完整的戰爭中，用鮮血凝成戰鬥友誼，促使兩國關係發展成牢不可破的戰友和同盟關係典範。
美國耶魯大學人道主義研究實驗室在上屆拜登政府任內開始獲得資金，記錄俄羅斯綁架烏克蘭兒童的情況而開始的計劃，因特朗普政府終止資金將在未來幾星期關閉。
烏克蘭國家電視廣播公司報道，五月底透過俄烏之間進行千人換俘行動中獲釋的烏克蘭士兵德米特里·沙波瓦洛夫在獲釋一個月後逝世。沙波瓦洛夫的家人表示，沙波瓦洛夫自2023年起遭俄軍俘虜，期間一直遭受折磨、捱餓、並承受著心理壓力。

## 6月13日
烏克蘭地方政府表示，截至13日上午9時，俄羅斯在過去24小時內襲擊赫爾松、蘇梅、尼古拉耶夫、第聶伯羅彼得羅夫斯克、頓涅茨克、盧甘斯克、切爾卡瑟、哈爾科夫、扎波羅熱和切爾尼戈夫等地，至少造成4名平民死亡，24名平民受傷。烏克蘭空軍表示，俄羅斯午夜至凌晨期間，對烏克蘭發動大規模無人機和導彈襲擊，俄軍從沃羅涅日和羅斯托夫地區發射4枚伊斯坎德爾-M/KN-23彈道導彈、從庫爾斯克、濱海阿赫塔爾斯克區、米列羅沃地區發射55架見證者-136無人機和不明型號無人機，防空系統在各地擊落28架無人機。另有15架無人機因電子戰措施，未能擊中目標。
烏克蘭武裝部隊總參謀部表示，自全面入侵以來，俄羅斯在烏克蘭損失1,001,560名士兵，過去一天俄軍有1,220人傷亡，累計損失10,934輛坦克、22,791輛裝甲戰鬥車輛、51,821輛車輛和油箱、29,105門火砲系統、1,416套多管火箭系統、1,184套防空系統、416架飛機、337架直升機、40,507架無人機、3,337枚巡弋飛彈、28艘船隻和1艘潛艦等。烏克蘭空軍公布片段顯示，一架烏克蘭米格-29戰機對俄羅斯在扎波羅熱方向的陣地進行精確打擊，擊中無人機操作員指揮所和一個彈藥和燃料庫。烏克蘭軍方霍爾蒂恰作戰戰術小組表示，否認美國傳媒「紐約時報」關於俄軍自戰爭開始以來首次越過第聶伯羅彼得羅夫斯克州的行政邊界，並且已經站穩腳跟的報道。指出沒有資訊表明俄軍已經越過行政邊界。
烏克蘭克里米亞游擊隊「阿泰什」表示，組織對俄佔辛菲羅波爾附近的俄羅斯軍事設施進行精確打擊。
烏克蘭總理什梅米爾表示，作為七國集團援助貸款的一部分，烏克蘭獲得歐盟提供的11億美元的宏觀金融援助，將使用凍結的俄羅斯資產利潤償還。
烏克蘭外交部長西比哈表示，俄羅斯已經開始準備戰略儲備，表明俄羅斯不僅在烏克蘭開展戰鬥行動的計劃，呼籲採取緊急外交和經濟壓力，充分的外交動員來阻止戰爭。
烏克蘭戰俘待遇協調總部表示，在烏克蘭國家安全局、內政部、國家緊急服務局和武裝部隊以及國際紅十字會等協助下，已將1,200名在與俄羅斯作戰中陣亡的烏克蘭士兵遺體帶回烏克蘭。
烏克蘭陸軍研究、轉換和裁軍中心主任巴德拉克表示，烏克蘭自行研發和生產的短程「游隼」戰術導彈系統已成功完成戰鬥測試，並正在批次生產中。研究機構今年5月進行測試，導彈的有效載荷為480公斤，成功擊中近300公里射程的俄羅斯軍事目標。
俄羅斯社交平台流傳片段顯示，2架俄軍SU-25戰機在俄佔頓涅茨克地區上空前後飛行，其中一架戰機懷疑遭友軍攻擊或其他原因墜毁。
加拿大政府表示，加強對俄羅斯的制裁，新增116名個人和實體，其中包括45名克里姆林宮支持者和寡頭、35名戰爭受益者和俄羅斯石油巨頭、15名影子艦隊幕後操縱者以及3家銀行等。另禁止向201艘船隻提供任何服务。此外，對包括工業品、生化武器相關商品和先進材料以及煤炭、金屬以及俄羅斯從中獲取收入的商品等商品實施進出口禁令。
俄羅斯獨立媒體Mediazona與BBC新聞俄語根據公共來源，包括訃告、親屬、地區媒體和地方當局的報道，確認自2022年2月俄羅斯全面入侵烏克蘭以來，111,387名俄羅斯陣亡士兵的名字，近5,138名軍官在烏克蘭的戰鬥中喪生，至少有17,425名從監獄招募的囚犯、28,275名志願者和12,336名動員士兵在戰爭中死亡，而實際數字可能更高。

## 6月14日
烏克蘭地方政府表示，截至14日上午9時，俄羅斯在過去24小時內襲擊赫爾松、蘇梅、尼古拉耶夫、第聶伯羅彼得羅夫斯克、頓涅茨克、盧甘斯克、切爾卡瑟、哈爾科夫、扎波羅熱和切爾尼戈夫等地，至少造成3名平民死亡，10名平民受傷。烏克蘭空軍表示，俄羅斯午夜至凌晨期間，對烏克蘭發動大規模無人機襲擊，俄軍從奧廖爾、布良斯克、濱海阿赫塔爾斯克區、米列羅沃地區發射58架見證者-136無人機和不明型號無人機，防空系統在各地擊落23架無人機。另有20架無人機因電子戰措施，未能擊中目標。非政府人道組織「世界中央廚房」表示，俄羅斯的襲擊摧毀扎波羅熱一個人道主義援助倉庫，超過100公噸人道主義物資被燒燬。 
烏克蘭武裝部隊總參謀部表示，自全面入侵以來，俄羅斯在烏克蘭損失1,002,690名士兵，過去一天俄軍有1,130人傷亡，累計損失10,937輛坦克、22,798輛裝甲戰鬥車輛、51,921輛車輛和油箱、29,157門火砲系統、1,417套多管火箭系統、1,185套防空系統、416架飛機、337架直升機、40,586架無人機、3,337枚巡弋飛彈、28艘船隻和1艘潛艦等。總參謀部表示，烏克蘭無人機過去一夜襲擊斯塔夫羅波爾邊疆區「Nevinnomysk Azot」化工廠和薩馬拉州「Novokuybyshevsk」催化劑廠，為俄軍武器和燃料生產原材料和零部件的主要供應商。烏克蘭國防部情報總局表示，總局使用無人機摧毀俄佔扎波羅熱地區3個俄羅斯防空系統。並在凌晨派出特工在俄羅斯加里寧格勒市破壞一個變電站，切斷軍事生產基地的電力。
烏克蘭總統澤連斯基表示，烏俄繼續進行2日在土耳其伊斯坦堡舉行的和平談判達成戰俘交換協議的第四階段，被遣返的人中有重傷以及25歲以下的戰俘。烏克蘭戰俘待遇協調總部表示，第四批被釋放的戰俘，包括武裝部隊、國民警衛隊、邊防軍和國家特別運輸局成員，大部分人曾在庫爾斯克、頓涅茨克、盧甘斯克、哈爾科夫、蘇梅、赫爾松和扎波羅熱州的戰鬥行動中服役。
俄羅斯總統普京與美國總統特朗普通電話，普京祝賀特朗普的生日，並主要討論以色列對伊朗發動攻擊以及伊朗的反擊。期間普京提到願意在6月22日後繼續與烏克蘭進行談判，特朗普則再次表示有興趣迅速結束俄烏衝突。
烏克蘭戰俘待遇協調總部表示，在烏克蘭國家安全局、內政部、國家緊急服務局和武裝部隊以及國際紅十字會等協助下，已將1,200名在與俄羅斯作戰中陣亡的烏克蘭士兵遺體帶回烏克蘭。
烏克蘭國家安全與國防委員會反虛假信息中心表示，俄羅斯將50名烏克蘭兒童從俄佔盧甘斯克安特拉齊特地區轉移到俄羅斯境內，距離烏克蘭300公里的卡累利阿一個「康復營」，中心指出雖然該營地被描述為舉辦體育和創意活動，但實際上是一個全天候俄羅斯意識形態洗腦、系統化和試圖抹去烏克蘭兒童烏克蘭身份的場所。

## 6月15日
烏克蘭地方政府表示，截至15日上午9時，俄羅斯在過去24小時內襲擊基輔、基洛夫格勒、波爾塔瓦、赫爾松、蘇梅、尼古拉耶夫、第聶伯羅彼得羅夫斯克、頓涅茨克、盧甘斯克、切爾卡瑟、哈爾科夫、扎波羅熱和切爾尼戈夫等地，至少造成1名平民死亡，3名平民受傷。烏克蘭空軍表示，俄羅斯午夜至凌晨期間，對烏克蘭發動大規模導彈和無人機襲擊，俄軍從阿斯特拉罕地區發射2枚匕首高超音速導彈、從庫爾斯克地區發射1枚伊斯坎德爾-M/KN-23彈道導彈、從羅斯托夫地區發射4枚伊斯坎德爾-K巡弋導彈、從黑海地區發射4枚口徑巡航導彈、從庫爾斯克、沙塔洛沃、奧廖爾、布良斯克、濱海阿赫塔爾斯克區、米列羅沃地區發射183架見證者-136無人機和不明型號無人機，防空系統在各地擊落111架無人機、2枚匕首高超音速導彈、3枚伊斯坎德爾-K巡弋導彈和3枚口徑巡航導彈。另有48架無人機因電子戰措施，未能擊中目標。
烏克蘭武裝部隊總參謀部表示，自全面入侵以來，俄羅斯在烏克蘭損失1,003,860名士兵，過去一天俄軍有1,170人傷亡，累計損失10,937輛坦克、22,804輛裝甲戰鬥車輛、52,017輛車輛和油箱、29,190門火砲系統、1,418套多管火箭系統、1,186套防空系統、416架飛機、337架直升機、40,709架無人機、3,337枚巡弋飛彈、28艘船隻和1艘潛艦等。
俄羅斯韃靼斯坦共和國政府表示，擊落的烏克蘭無人機碎片墜落令當地一個工廠起火，至少1死13傷。烏克蘭武裝部隊總參謀部表示，使用無人機襲擊葉拉布加地區的無人機工廠。
烏克蘭總統澤連斯基譴責俄羅斯對烏克蘭的大規模襲擊，指出上午對波爾塔瓦州克雷門丘克市能源和農業設施的襲擊是蓄意以民用基礎設施為目標。形容俄羅斯的襲擊是對國際社會為阻止戰爭而努力的一切進行唾棄。認為事件發生在美國總統特朗普與俄羅斯總統普京就中東問題進行電話會議之後，在美國要求烏克蘭不要攻擊俄羅斯能源設施之後，在普京試圖將自己描繪成中東問題的調解人之時，諷刺程度令人震驚。
烏克蘭國家安全局表示，在裡夫內州一個軍用機場附近拘捕一名涉嫌聽從俄羅斯聯邦安全局指示，為俄羅斯襲擊事前偵察而拍攝軍事機場的男子。
烏克蘭戰俘待遇協調總部表示，在烏克蘭國家安全局、內政部、國家緊急服務局和武裝部隊以及國際紅十字會等協助下，已將1,200名在與俄羅斯作戰中陣亡的烏克蘭士兵遺體帶回烏克蘭。
歐盟委員會主席馮德萊恩和歐州理事會主席科斯塔在加拿大出席七國集團峰會時分別表示，七國集團需要對俄羅斯實施更嚴厲的制裁，以確保對烏克蘭的戰爭能夠盡快停火。馮德萊恩指出自2022年2月以來，七國集團和歐盟的聯合制裁使俄羅斯石油和天然氣收入減少近80%，為實現和平，必須對俄羅斯施加更大的壓力，以確保真正的停火，使俄羅斯走上談判桌，結束這場戰爭。
英國國防情報局報告顯示，北韓在俄羅斯庫爾斯克地區的軍事行動中傷亡人數超過6千人，是部署在當地的11,000名北韓士兵中的一半。
英國傳媒「金融時報」報道，俄羅斯在9日午夜至10日凌晨對基輔發動的攻擊中，故意襲擊美國波音公司所在的建築。烏克蘭美國商會表示，這不僅是對烏克蘭的攻擊，也是對美國企業的攻擊，是一場針對美國企業和世界蓬勃發展的戰爭。

## 6月16日
烏克蘭地方政府表示，截至16日上午9時，俄羅斯在過去24小時內襲擊基輔、赫爾松、蘇梅、尼古拉耶夫、第聶伯羅彼得羅夫斯克、頓涅茨克、盧甘斯克、切爾卡瑟、哈爾科夫、扎波羅熱和切爾尼戈夫等地，至少造成6名平民死亡，18名平民受傷。烏克蘭空軍表示，俄羅斯午夜至凌晨期間，對烏克蘭發動大規模導彈和無人機襲擊，俄軍從庫爾斯克、沙塔洛沃、奧廖爾、布良斯克、濱海阿赫塔爾斯克區、米列羅沃地區發射138架見證者-136無人機和不明型號無人機，防空系統在各地擊落84架無人機。另有41架無人機因電子戰措施，未能擊中目標。烏克蘭基輔州州長表示，15日午夜至16日凌晨期間俄羅斯對基輔州和基輔市發動一系列無人機襲擊，至少造成1名平民受傷。基輔市軍事管理局表示，俄羅斯對基輔市的無人機襲擊，至少造成2名平民受傷。
烏克蘭武裝部隊總參謀部表示，自全面入侵以來，俄羅斯在烏克蘭損失1,005,060名士兵，過去一天俄軍有1,200人傷亡，累計損失10,939輛坦克、22,811輛裝甲戰鬥車輛、52,096輛車輛和油箱、29,208門火砲系統、1,418套多管火箭系統、1,187套防空系統、416架飛機、337架直升機、40,804架無人機、3,337枚巡弋飛彈、28艘船隻和1艘潛艦等。烏克蘭軍方霍爾蒂恰作戰戰術小組表示，俄軍加強在多個前線地區的進攻行動，特別是在新帕夫利夫卡和哈爾科夫地區，其中認為俄軍在新帕夫利夫卡加強攻勢的目的是試圖推進進入第聶伯羅彼得羅夫斯克州。同時試圖包圍頓涅茨克州康斯坦丁尼夫卡。
烏克蘭總統澤連斯基抵達奧地利維也納，會見奧地利總統范德貝倫，兩人簽署雙邊合作檔案，涵蓋農業、重建和俄羅斯歸還被綁架的烏克蘭兒童等關鍵領域。
俄羅斯外交部副部長格魯什科表示，俄羅斯將堅持要求烏克蘭銷毁所有西方提供的武器，作為任何停火協議的一部份，俄羅斯認為西方提供的武器援助不僅威脅着俄羅斯，亦威脅着歐洲，並警告相關武器最終可能進入黑巿。
烏克蘭戰俘待遇協調總部表示，在烏克蘭國家安全局、內政部、國家緊急服務局和武裝部隊以及國際紅十字會等協助下，已將2日烏俄雙方在土耳其伊斯坦布爾的談判上達成的俄羅斯向烏克蘭交還士兵遺體協議的最後一批1,245名在與俄羅斯作戰中陣亡的烏克蘭士兵遺體帶回烏克蘭，連同早前幾日共6,057具遺體交還烏克蘭。俄罗斯国防部其後表示，俄罗斯准备再向乌克兰移交另外2,239名乌克兰士兵遗体。烏克蘭內政部長克利緬科表示，俄羅斯交還遺體的狀況，令辨認工作變得極為複雜，一些陣亡士兵遺體的不同部位被分裝在不同的袋子裡，甚至同一人的遺體在不同批次的交換中被交還。更指出俄羅斯將俄軍士兵的遺體混在一起移交烏克蘭，可能是有意為之，也可能是無意疏忽，認為俄羅斯這麼做，可能是故意增加交還遺體人數，令烏克蘭的法醫專家工作量加大，並藉此施加信息壓力，亦有可能只是俄羅斯政府一貫對俄羅斯人的漠視。無論如何烏克蘭均會完成對遺體的身份鑑定。
烏克蘭國防部情報總局表示，自2024年7月以來，一艘沒有購買保險的俄羅斯「Aframax」級油輪一直在希臘和塞普勒斯附近的國際水域非法進行船對船的石油運輸，指出此類輸送構成環境威脅，允許侵略者隱瞞石油的出口，確保向第三國供應，並且規避制裁。
烏克蘭基輔國際社會學研究所公布民意調查顯示，烏克蘭總統澤連斯基的支持度下降至65%，較下個月下跌11%，另約30%受訪者不信任澤連斯基。其中55%支持者強烈反對任何領土妥協。在不信任者中，46%願意割讓領土，43%堅決反對讓步。

## 6月17日
烏克蘭空軍表示，俄羅斯午夜至凌晨期間，對烏克蘭首都基輔市發動大規模導彈和無人機襲擊，俄軍從坦波夫地區發射2枚匕首高超音速導彈、從薩拉托夫地區發射16枚Kh-101巡航導彈、從別爾哥羅德和布良斯克地區發射9枚Kh-59/69導彈和1枚Kh-31P反雷達導彈、從黑海地區發射4枚口徑巡航導彈、從庫爾斯克、沙塔洛沃、奧廖爾、布良斯克、濱海阿赫塔爾斯克區、米列羅沃地區發射440架見證者-136無人機和不明型號無人機，防空系統在各地擊落239架無人機、2枚匕首高超音速導彈、15枚Kh-101巡航導彈、8枚Kh-59/69導彈和1枚Kh-31P反雷達導彈。另有163架無人機因電子戰措施，未能擊中目標。烏克蘭基輔市軍事管理局表示，俄軍的襲擊至少造成30名平民死亡，172名平民受傷。烏克蘭總統澤連斯基在社交平台表示，俄羅斯發動恐怖主義襲擊，整個世界，美國和歐洲必須作出回應。烏克蘭基輔市長在社交平台表示，緊急服務部門在遭遇俄軍襲擊的建築物附近發現集束彈藥碎片，形容是俄羅斯代表克蘭的種族滅絕進一步的證據。烏克蘭敖德薩州州長表示，上午俄羅斯無人機襲擊敖德薩市，至少造成2名平民死亡，17名平民受傷，包括1名兒童。赫爾松州州長表示，俄羅斯使用無人機襲擊赫爾松市，至少造成20名平民受傷。
烏克蘭武裝部隊總參謀部表示，自全面入侵以來，俄羅斯在烏克蘭損失1,006,120名士兵，過去一天俄軍有1,060人傷亡，累計損失10,940輛坦克、22,814輛裝甲戰鬥車輛、52,175輛車輛和油箱、29,228門火砲系統、1,419套多管火箭系統、1,187套防空系統、416架飛機、337架直升機、40,981架無人機、3,346枚巡弋飛彈、28艘船隻和1艘潛艦等。

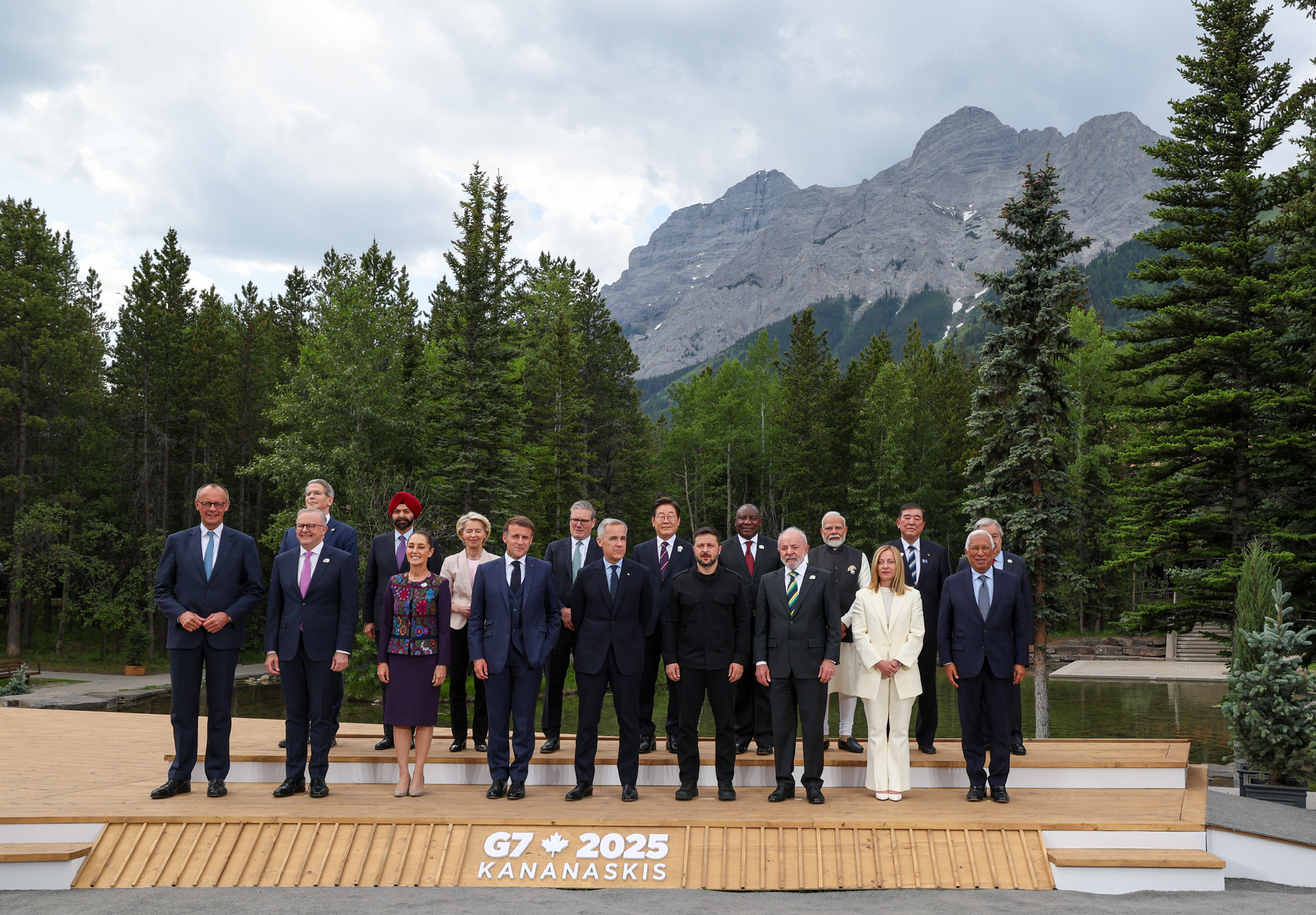
烏克蘭總統澤連斯基抵達加拿大出席七國集團峰會

烏克蘭總統澤連斯基抵達加拿大，出席七國集團峰會，並會見多國領導人。其中預計將與美國總統特朗普會面，但由特朗普因應以色列和伊朗之間的攻擊，而提早回國令會議未能舉行。澤連斯基亦縮短在加拿大的訪問行程。澤連斯基與加拿大總理卡尼會面時，卡尼表示，加拿大將向烏克蘭提供15億美元的軍事援助，包括無人機、彈藥和裝甲車以及23億美元的貸款，以支援重建被俄羅斯襲擊破壞的烏克蘭基礎設施。另外公布旨在限制俄羅斯能源收入和規避制裁的新制裁，針對77名個人和39個實體，包括參與俄羅斯「影子艦隊」的15人，3家促進戰爭相關交易的金融公司，以及14個與開發可能用於軍事用途的量子技術有關的實體。同時名單亦包括俄罗斯总统普京的前妻柳德米拉和远亲米哈伊尔·普京和米哈伊尔·舍洛莫夫。會後澤連斯基表示，七國集團峰會為烏克蘭帶來具體成果，包括增加軍事支援，使用凍結的俄羅斯資產提供新的援助，以及針對俄羅斯戰爭努力來源的額外制裁。感謝所有幫助烏克蘭打擊俄羅斯侵略的人。
俄羅斯聯邦安全會議秘書紹伊古到訪北韓，會見領袖金正恩，討論兩國在俄羅斯庫爾斯克州的合作方案，紹伊古向金正恩轉達俄羅斯總統普京的口信，兩人亦在會面中交換兩國領導層就國際及地區局勢等問題的看法及意見，亦討論紀念北韓士兵在庫爾斯克戰役的建樹的計劃。北韓將會派遣一千名工兵和五千名軍事建築工人，到庫爾斯克州協助重建。
烏克蘭無人系統部隊第59旅表示，前美國志願士兵瑞安·奧利裡不再能夠獲取有關該部隊行動的最新信息，也不能代表該部隊發言。奧利裡曾在社交平台公開批評烏克蘭武裝部隊存在普遍的領導失誤，指出造成更多人死亡的原因是軍隊內部管理不善，而不是俄羅斯的行動，並指責指揮官將個人權力置於士兵福利之上，形容軍官團的行為就像賤民或「軍閥」的種姓制度。
烏克蘭切爾諾夫策市一個東正教教堂外發生暴力衝突，當地三個主要教區早前投票通過由效忠與俄羅斯東正教會有關聯的莫斯科宗主教聖統烏克蘭正教會改為效忠獨立的烏克蘭正教會。位於當地的聖靈大教堂首次以烏克蘭語舉行祈禱儀式，分別支持莫斯科宗主教聖統烏克蘭正教會和烏克蘭正教會則在教堂外爆發衝突，聲援各自的教會。
美國國務院發言人布魯斯表示，一名美國公民在上午俄羅斯對烏克蘭的大規模襲擊中死亡，並表示選擇這樣的襲擊，向受害者和受影響的家人表示深切慰問。美國駐烏克蘭大使館18日表示，美國與整個烏克蘭同在，哀悼俄羅斯17號襲擊的受害者，呼籲停止違背美國總統特朗普要求停止踏六和結束戰爭的毫無意義攻擊。
歐盟委員會提出立法提案，歐盟將在2027年底前逐步停止進口俄羅斯的天然氣和石油，建議從明年1月1日起禁止在新合約下進口俄羅斯天然氣，所有長期合約下的進口將於2027年底前完全停止。歐盟委員會主席馮德萊恩表示，提案旨在消除歐盟對俄羅斯化石燃料的依賴。
歐盟外交與安全政策高級代表卡拉斯表示，未能為烏克蘭提供更強而有力的軍事和財政支援可能會使歐洲容易受到俄羅斯日益增長的影響力，意味著歐洲人可能不得不「開始學習俄語」。
英国首相辦公室表示，對俄羅斯實施新制裁，方案涵盖10家与俄罗斯有关联的公司和个人，以及20艘油轮，包括俄罗斯国防部深海研究总局、俄罗斯信贷机构Metallurg及其董事尤里·卡拉谢夫和叶戈尔·卡拉谢夫。另外名單亦包括管理多家向俄罗斯供应电子产品公司的波兰公民奥列格·特卡奇和拥有英国和乌克兰国籍的弗拉基米尔·普里什图帕。

## 6月18日
烏克蘭地方政府表示，截至18日上午9時，俄羅斯在過去24小時內襲擊基輔、赫爾松、蘇梅、尼古拉耶夫、第聶伯羅彼得羅夫斯克、頓涅茨克、盧甘斯克、切爾卡瑟、哈爾科夫、扎波羅熱和切爾尼戈夫等地，至少造成6名平民死亡，49名平民受傷。烏克蘭空軍表示，俄羅斯午夜至凌晨期間，對烏克蘭發動大規模無人機襲擊，俄軍從庫爾斯克、濱海阿赫塔爾斯克區、俄佔克里米亞地區發射58架見證者-136無人機和不明型號無人機，防空系統在各地擊落12架無人機。另有18架無人機因電子戰措施，未能擊中目標。烏克蘭赫爾松州當局表示，下午6時起俄羅斯對當地多個定居點發動炮擊和無人機襲擊，至少造成9名平民受傷。
烏克蘭武裝部隊總參謀部表示，自全面入侵以來，俄羅斯在烏克蘭損失1,007,160名士兵，過去一天俄軍有1,040人傷亡，累計損失10,947輛坦克、22,845輛裝甲戰鬥車輛、52,312輛車輛和油箱、29,265門火砲系統、1,420套多管火箭系統、1,187套防空系統、416架飛機、337架直升機、41,165架無人機、3,369枚巡弋飛彈、28艘船隻和1艘潛艦等。
俄羅斯總統普京會見各大通訊社編輯時表示，俄羅斯希望盡快結束與烏克蘭的衝突，認為最好是透過和平手段，並繼續準備談判，但前提是基輔當局及其西方盟友願意參與，又指出自己準備與澤連斯基會面，俄羅斯不在乎誰代表烏克蘭參加談判，但堅持認為任何最終協議都必須由烏克蘭的合法當局簽署。當被問及會否願意與德國總理默茨對話時表示，自己曾經多次表明俄羅斯不會拒絕任何對話，一直對對話開放態度，但質疑德國在俄烏衝突中作為調解人的角色，質疑德國能否作出比美國更多的貢獻，又認為調解人必須保持中立，但目前在戰場上能夠看到德國提供的坦克。當被美聯社編輯問及17日俄軍襲擊烏克蘭首都基輔市的住宅區時表示，俄軍沒有針對住宅區發動襲擊，當日的襲擊行動是針對烏克蘭國防工業綜合體的設施，又指出如果美聯社記者目擊俄羅斯導彈襲擊的時候，該名記者理應無法告訴美聯社編輯任何事情因為他們不會活着。
烏克蘭外交部發言人泰克伊駁斥俄羅斯外交部副部長格魯什科16日指俄羅斯將堅持要求烏克蘭銷毀所有西方提供的武器作為任何停火協議的一部份的言論，形容俄羅斯官員幾乎每日都提出新的荒謬要求，完全無視美國結束戰爭的努力。
俄羅斯駐英國大使凱林接受傳媒訪問時表示，烏克蘭必須接受俄羅斯結束戰爭的條款，否則將面臨進一步的軍事推進和最終將不得不投降，目前俄羅斯將繼續進攻，並認為沒有必要停止敵對行動，並公開承認俄羅斯無線美國支持停火的努力。又提到目前俄軍正處於進攻狀態，烏克蘭軍隊正在撤退，在5月俄軍已經佔領約600平方公里烏克蘭土地。當被問及俄羅斯維持軍事行動的能力時凱林表示，俄羅斯只將每年預算的5至7%用於戰爭，並每月招募多達6萬名志願士兵。當被問及烏克蘭指出俄軍傷亡人數超過100萬人時凱林否認相關說法，但確認「約有60萬」俄羅斯士兵在烏克蘭作戰，數字實際上低於俄羅斯總統普京在2024年6月聲稱的70萬，以及在2023年12月聲稱的61.7萬，但沒有解釋為什麼自今年年初以來，俄羅斯在烏克蘭作戰的軍隊規模有所下降，但仍然新增約25萬名士兵被徵召並派往前線。
烏克蘭傳媒「基輔獨立報」引述烏克蘭國防部情報總局消息報道，情報總局進行一次有針對性的行動，在俄佔扎波羅熱地區別爾江斯克殺死一名與俄羅斯合作的烏克蘭人，並被俄羅斯任命為副市長的米哈伊洛·赫里察伊。消息指赫里察伊直接參與對烏克蘭居民的鎮壓，並為處理戰俘建立酷刑室，同時協助俄佔當局沒收別爾江斯克市政和國家財產。
美國總統特朗普表示，自己曾於17日與俄羅斯總統普京通電話，討論中東局勢，期間普京主動提出能夠協助以色列和伊朗進行調解。而特朗普隨即對普京表示，希望普京幫自己一個忙，先解決與俄羅斯有關的問題，然後一齊處理伊朗問題。
美國參議院推遲審理由民主共和兩黨議員提出加強對俄羅斯制裁的法案，預期最少推遲至7月，並改為審理由總統特朗普提出的「大而美」法案以及針對伊朗和以色列的法案。
澳洲外交部表示，首次對俄羅斯影子艦隊實施制裁，針對60艘用於規避國際制裁和維持克里姆林宮在烏克蘭的戰爭努力的船隻，措施將與英國、加拿大和歐盟推出的類似措施保持一致。
立陶宛外交部長巴德里斯表示，正式邀請烏克蘭成為北約成員的議程不會出現在即將在荷蘭海牙舉行的北約峰會上。
英國傳媒「每日電訊報」引述俄羅斯克里姆林宮消息報道，俄羅斯總統普京正面臨國內強硬派的壓力，自烏克蘭在月初發動「蜘蛛網」行動，摧毁至少20架俄羅斯轟炸機後，令強硬派震怒，認為普京聲稱發動的「特別軍事行動」已經不足夠，要求正式向烏克蘭宣戰。

## 6月19日
烏克蘭地方政府表示，截至19日上午9時，俄羅斯在過去24小時內襲擊赫爾松、蘇梅、尼古拉耶夫、第聶伯羅彼得羅夫斯克、頓涅茨克、盧甘斯克、切爾卡瑟、哈爾科夫、扎波羅熱和切爾尼戈夫等地，至少造成1名平民死亡，27名平民受傷。烏克蘭空軍表示，俄羅斯午夜至凌晨期間，對烏克蘭發動大規模無人機襲擊，俄軍從米列羅沃、奥廖爾、庫爾斯克、濱海阿赫塔爾斯克區、俄佔克里米亞地區發射104架見證者-136無人機和不明型號無人機，防空系統在各地擊落40架無人機。另有48架無人機因電子戰措施，未能擊中目標。
烏克蘭武裝部隊總參謀部表示，自全面入侵以來，俄羅斯在烏克蘭損失1,008,240名士兵，過去一天俄軍有1,080人傷亡，累計損失10,951輛坦克、22,853輛裝甲戰鬥車輛、52,420輛車輛和油箱、29,328門火砲系統、1,420套多管火箭系統、1,187套防空系統、416架飛機、337架直升機、41,229架無人機、3,369枚巡弋飛彈、28艘船隻和1艘潛艦等。
烏克蘭總統澤連斯基表示，烏俄繼續進行2日在土耳其伊斯坦布爾舉行的和平談判達成戰俘交換協議的第五階段，被遣返的人中有重傷以及25歲以下的戰俘。烏克蘭戰俘待遇協調總部表示，第五批被釋放的戰俘，包括武裝部隊、國民警衛隊、邊防軍成員。另外澤連斯基表示，面對不斷升級的侵略，烏克蘭將會繼續給俄羅斯帶來完全合理的損失，並駁斥俄羅斯總統普京於18日表示俄軍17日對基輔發動的襲擊是針對烏克蘭的軍工綜合體的說法，指出該次襲擊沒有任何軍事意義，俄羅斯只是襲擊住宅樓、學生宿舍和幼兒園，形容是蓄意的恐怖襲擊。敦促西方合作夥伴家大隊俄羅斯的經濟壓力，自己亦與烏克蘭國家安全局舉行會議，討論對俄羅斯的進行更多深度打擊。
烏克蘭內政部長克利緬科表示，俄羅斯在最近交換士兵遺體中，俄羅斯為增加烏克蘭傷亡的數字，將一些俄羅斯士兵的屍體移交給烏克蘭。並公布其中一具被送回烏克蘭屍體，標有192/25號，身穿俄羅斯軍裝，並且攜帶一本俄羅斯護照。上面資料顯示護照持有人是亞歷山大·維克托羅維奇·布加耶夫，出生於1974年，其軍人身分證則顯示布加耶夫曾在俄軍第39獨立近衛摩托化步槍旅第1營服役。克利緬科認為俄羅斯的行為進一步表明俄羅斯如何蔑視人民，將他們的屍體扔到烏克蘭，表明人類生命對俄羅斯的意義是多麼小。
烏克蘭外交部長西比哈表示，自烏克蘭無條件接受美國完全停火、結束殺戮並推進真正的和平程序的和平提案以來，已經過去整整100天。俄羅斯已經操縱和平100天，並錯過結束戰爭的機會，同時俄羅斯對烏克蘭的恐怖活動亦已經升級100天。強調基輔仍然致力於和平，而俄羅斯無視美國結束殺戮的努力。烏克蘭外交部表示，截至2025年6月，烏克蘭已記錄366起與俄羅斯全面入侵有關的性暴力案件，受害者包括231名婦女、134名男子和19名兒童。罪行包括強姦、性酷刑、強迫裸體和其他暴力行為，其中大多發生在俄佔地區或俄羅斯入侵的早期階段。認為俄羅斯正在嚴重違反國際人道主義法和多個聯合國建立的法律框架，利用性暴力作為戰爭武器，恐嚇平民、破壞社群和削弱抵抗。
烏克蘭國家安全局表示，缺席指控俄羅斯聯邦監獄管理局負責人阿爾卡季·戈斯特夫涉嫌在俄佔赫爾松地區建立酷刑室網路，將監獄改造成用於拘留和殘暴當地抵抗運動成員的酷刑場所，受害者遭受殘酷的酷刑，目的是破壞他們的意志，強迫他們服從克里姆林宮的統治。戈斯特夫親自監督酷刑設施的建立，並透過俄羅斯司法部推動將其納入俄羅斯國家監獄登記冊。烏克蘭法院裁定戈斯特夫犯下旨在暴力改變或推翻憲法秩序或奪取國家權力的行為，缺席判處監禁10年。
俄羅斯駐南非大使貝爾迪耶夫表示，南非總統拉馬福薩已經正式邀請總統普京出席11月在南非舉行的G20峰會。而南非是國際刑事法院成員國之一，有義務逮捕正被法院通緝的普京。
新西蘭政府表示，對支持俄羅斯入侵烏克蘭的3名個人和實體以及27艘俄羅斯影子艦隊船隻實施制裁。

## 6月20日
烏克蘭地方政府表示，截至20日上午9時，俄羅斯在過去24小時內襲擊敖德薩、赫爾松、蘇梅、尼古拉耶夫、第聶伯羅彼得羅夫斯克、頓涅茨克、盧甘斯克、切爾卡瑟、哈爾科夫、扎波羅熱和切爾尼戈夫等地，至少造成2名平民死亡，39名平民受傷。烏克蘭空軍表示，俄羅斯午夜至凌晨期間，對烏克蘭發動大規模無人機襲擊，俄軍從米列羅沃、奥廖爾、庫爾斯克、濱海阿赫塔爾斯克區、俄佔克里米亞地區發射86架見證者-136無人機和不明型號無人機，防空系統在各地擊落34架無人機。另有36架無人機因電子戰措施，未能擊中目標。烏克蘭總檢察長辦公室表示，俄軍凌晨1時使用無人機對敖德薩市住宅區發動大規模襲擊，至少做成1名平民死亡，14名平民受傷，包括3名救援人員。
烏克蘭武裝部隊總參謀部表示，自全面入侵以來，俄羅斯在烏克蘭損失1,009,330名士兵，過去一天俄軍有1,090人傷亡，累計損失10,954輛坦克、22,860輛裝甲戰鬥車輛、52,501輛車輛和油箱、29,374門火砲系統、1,421套多管火箭系統、1,188套防空系統、416架飛機、337架直升機、41,299架無人機、3,369枚巡弋飛彈、28艘船隻和1艘潛艦等。
俄羅斯國防部表示，西部集團軍部隊已經佔領哈爾科夫地區莫斯科夫卡。另外俄軍在扎波羅熱地區使用天竺葵-2無人機對烏軍第82獨立空降突擊旅的據點進行無人機打擊。自14至20日以來，烏軍在特別軍事行動中損失9,350名軍人。俄軍在過去一周使用高精度武器等實施6次集群打擊，摧毁烏克蘭軍工企業、燃料能源基礎設施、軍火庫等。
烏克蘭總統澤連斯基表示，烏俄繼續進行2日在土耳其伊斯坦布爾舉行的和平談判達成戰俘交換協議的第六階段，被遣返的人中有重傷以及25歲以下的戰俘。烏克蘭戰俘待遇協調總部表示，第六批被釋放的戰俘，包括武裝部隊、國民警衛隊、邊防軍成員。曾參與在馬裡烏波爾、頓涅茨克、盧甘斯克、扎波羅熱、赫爾松、哈爾科夫和切爾尼戈夫的交戰，被釋放的戰俘包括二等兵和士官，大多數士兵都被關押兩年多。另外澤連斯基簽署法令，對參與生產俄羅斯無人機和協助規避制裁的56名個人和55家俄羅斯、中國和白俄羅斯公司實施制裁。在夜間講話中澤連斯基表示，譴責俄羅斯總統普京在聖彼得堡國際經濟論壇上聲稱俄羅斯被迫在俄烏邊境沿線建立安全區的言論，認為俄羅斯加強對烏克蘭的極大主義要求言論。形容俄羅斯的言論與往常一樣絕對瘋狂。同時指出烏克蘭正在迅速開發攔截無人機，以抵禦日益頻繁的俄羅斯無人機攻擊，目前烏克蘭無人機的產量已經增加。並且表示大量公司參與俄羅斯「榛樹」高超音速中程彈道導彈的生產，俄羅斯亦加大利用威脅發射榛樹導彈來恐嚇烏克蘭和西方盟友，呼籲各國加強對俄羅斯國防公司的制裁。另外澤連斯基在會見傳媒時表示，烏克蘭政府已經確認，早前俄羅斯歸還的烏克蘭士兵遺體中至少20具實際上是俄羅斯士兵，認為俄羅斯正在利用陣亡士兵的交還作為操縱工具，向公眾掩蓋俄羅斯軍事損失的規模，同時又指出部份歸還遺體中甚至攜有俄羅斯護照，另有一名加入俄軍參與對烏克蘭作戰的以色列公民遺體被俄羅斯視為烏克蘭士兵。同時指出，在以色列和伊朗衝突升級的情況下，俄羅斯正試圖影響美國總統特朗普的思考，呼籲美國總統特朗普與烏克蘭站在一起，反對俄羅斯的侵略，為歷史作出正確的選擇。與此同時烏克蘭正如多個夥伴國家討論，將特定夥伴國國內生產總值的0.25%分配給烏克蘭的國防工業和國防生產，目前亦正在與丹麥、挪威、德國、英國和立陶宛就武器發展夥伴關係進行談判。
俄羅斯總統普京在聖彼得堡國際經濟論壇上表示，俄羅斯並非力求烏克蘭投降，而是尋求承認實際形成的領土現狀。又指出如果烏克蘭決定對俄羅斯使用臟彈，將是新納粹分子的最後一個錯誤。烏軍有近7.6萬人在庫爾斯克州被俄軍消滅，俄羅斯被迫在俄烏邊境沿線建立安全區，牽制本已兵力不足的烏軍，其中在蘇梅州的安全區縱深為8至12公里。原則上不排除俄軍會攻佔蘇梅市，並同時警告烏克蘭，若使用骯髒彈對付俄羅斯，俄羅斯將根據核威懾原則作出相同回應。另外普京在論壇上表示，俄羅斯人和烏克蘭人都屬於同一民族，所以整個烏克蘭都是屬於俄羅斯，重申俄軍實際控制的地方，就是俄羅斯領土，又指根據俄羅斯自古以來的規矩，俄軍踏足的地方即屬於俄羅斯。
烏克蘭外長西比哈回應普京的言論時表示，形容普京無視美國推動和平的努力，又指出俄軍踏足的地方只有死亡和破壞。
俄罗斯总统助理、俄乌和谈代表团团长梅金斯基表示，俄罗斯准备再向基辅移交约3千具乌克兰士兵遗体。俄罗斯常驻联合国代表内本齐亚表示，俄罗斯建议乌克兰于6月22日之后在伊斯坦布尔举行下一轮会谈。並表明俄羅斯關於和平提案的備忘錄，由全面長期和平的條件和停火的條件組成，已經是烏克蘭能夠得到的最佳「報價」，建議烏克蘭接受，否則從現在開始基輔政權的情況只會變得更糟。
烏克蘭國防部情報總局公布一段截取的錄音顯示，一名俄羅斯指揮官告訴下屬，一名被部署在哈爾科夫州庫皮揚斯克方向扎帕德涅和利曼佩爾什附近，代號「Brelok」的俄軍士兵在2星期內殺死並吃掉自己的同袍「Foma」，其後「Brelok」也被發現死亡。情報總局指出，事件進一步證明俄軍道德和心理崩潰。

## 6月21日
烏克蘭地方政府表示，截至21日上午9時，俄羅斯在過去24小時內襲擊波爾塔瓦、敖德薩、赫爾松、蘇梅、尼古拉耶夫、第聶伯羅彼得羅夫斯克、頓涅茨克、盧甘斯克、切爾卡瑟、哈爾科夫、扎波羅熱和切爾尼戈夫等地，至少造成13名平民受傷。 烏克蘭空軍表示，俄羅斯午夜至凌晨期間，對烏克蘭發動大規模無人機襲擊，俄軍從坦波夫地區發射2枚匕首高超音速導彈、從黑海地區發射4枚口徑巡航導彈、從別爾哥羅德地區發射2枚伊斯坎德爾-K巡航導彈、從布良斯克、米列羅沃、奥廖爾、庫爾斯克、濱海阿赫塔爾斯克區、俄佔克里米亞地區發射86架見證者-136無人機和不明型號無人機，防空系統在各地擊落140架無人機、3枚口徑巡航導彈、1枚伊斯坎德爾-K巡航導彈和1枚匕首高超音速導彈。另有112架無人機因電子戰措施，未能擊中目標。烏克蘭赫爾松州州長表示，俄羅斯在20日至21日凌晨，對赫爾松州多個定居點發動襲擊，至少造成7名平民受傷。
烏克蘭武裝部隊總參謀部表示，自全面入侵以來，俄羅斯在烏克蘭損失1,010,390名士兵，過去一天俄軍有1,060人傷亡，累計損失10,955輛坦克、22,865輛裝甲戰鬥車輛、52,617輛車輛和油箱、29,393門火砲系統、1,421套多管火箭系統、1,188套防空系統、416架飛機、337架直升機、41,422架無人機、3,369枚巡弋飛彈、28艘船隻和1艘潛艦等。武裝部隊總司令瑟爾爾基表示，今年頭五個月烏克蘭對俄羅斯境內的襲擊使俄羅斯損失超過100億美元，其中對工業設施和基礎設施的直接損失達13億美元，間接損失估計為95億美元，與烏克蘭進行遠程深入襲擊的成本達1:15。並且指出在與俄羅斯談判期間，俄方將停止攻擊煉油業列入條件之一，表明烏克蘭的襲擊真正有效。目前俄軍正試圖沿着烏克蘭東部幾乎全部戰線進行推進，推進的目的是到達東部頓涅茨克和盧甘斯克州的行政邊界，並試圖在蘇梅州東北部建立緩衝區，目前烏克蘭已經設法阻止俄羅斯在蘇梅地區的推進，並繼續控制庫爾斯克地區約90平方公里俄羅斯領土。截至六月中旬，烏軍正在1千2公里長的戰線上與近69.5萬名俄軍士兵作戰。同時表示，儘管地對空導彈嚴重短缺，但烏克蘭仍然在俄羅斯對烏克蘭城市的大規模空襲中擊落大約82%的俄羅斯無人機，指出烏克蘭需要擁有多一倍的地對空導彈和防空導彈系統，以確保對城市和關鍵基礎設施的可靠防禦。在軍隊內部改革方面，為清理烏克蘭的軍事系統，136名軍官和325名參與不當行為的徵兵辦公室軍人被調到軍隊的其他職位，指出徵兵官員強迫拘留公民的案件是絕對不能接受。
烏克蘭總統澤連斯基在夜間講話中表示，隨著與俄羅斯的全面戰爭進入第四年，烏克蘭正準備改革外交部和外交使團，以加強對烏克蘭的國際支援，並回應俄羅斯聲稱征服整個烏克蘭的既定目標而做出的新決定的一部分。烏克蘭外交部長西比哈則表示，總統已就部分外交人員人事安排作出決定，並將在7月召開駐外使節會議，相關決定是希望為烏克蘭爭取軍事援助計劃、人道主義和財政援助，以及決定對生活在國外的烏克蘭人的進一步支援。另外澤連斯基表明，認為早前俄羅斯總統普京有關俄軍踏足的土地都屬於俄羅斯的說法只是一場表演，烏克蘭的無人機將會找到任何踏足烏克蘭領土的俄羅斯士兵，自己亦因應克里姆林宮的威脅，與國家安全局、武裝部隊和外交部負責人舉行會議討論加強烏克蘭的國防和國際支援。
烏克蘭國防部表示，已正式批准國內生產的新型無人地面車輛「白蟻」用於前線，有助在前線地區運輸物資、進行偵察和攜帶爆炸物來支援行動。
烏克蘭國防部情報總局表示，俄羅斯正在系統性地從中亞招募移民工人，作為「炮灰」加入對烏克蘭的戰爭，許多被招募的人在前線被殺。另外情報總局表示，俄羅斯截至6月15日的武器庫存中，擁有超過1,950枚戰略導彈，其中包括500枚伊斯坎德爾-M彈道導彈、150枚匕首高超音速導彈和60多枚北韓製KN-23彈道導彈以及300枚伊斯坎德爾-K巡航導彈、260枚Kh-101巡航導彈260枚、超過280枚Kh-22/Kh-32巡航導彈和400多枚口徑巡航導彈，預計每日生產多達195枚導彈。另外截至6月15日俄羅斯擁有超過6千架見證者系列無人機和6千多架非洲菊無人機，預計能夠將產量從每日170架提高至190架。
烏克蘭國家安全局表示，當局正在開展工作教導青少年如何避免被俄羅斯情報部門在網上招募，指出俄羅斯情報部門招募烏克蘭人在烏克蘭境內進行破壞和恐怖襲擊中，若有22%被招募者屬於未成年人士，相關工作目的是減少未成年人士被俄羅斯欺騙。
烏克蘭裡夫內州官員表示，五月底透過俄烏之間進行千人換俘行動中獲悉的烏克蘭士兵謝爾希·多布羅沃爾斯基在獲悉一個月後逝世，形容對方是被俄羅斯佔領者的戰爭奪走生命和健康。亦是一個月內第二名懷疑遭俄軍折磨而逝世的獲釋烏軍。
俄羅斯獨立傳媒「Astra」報道，超過45名因拒絕申領俄羅斯護照，被俄羅斯強行驅逐出俄佔烏克蘭地區的烏克蘭人被關押在俄羅斯與格魯吉亞邊境之間的地下室，沒有水、食物和基本醫療保健供應，而被拘留的烏克蘭人均被拒絕進入格魯吉亞，因此被關押在兩國邊境之間。當地協助的志願者表示，地下室只有17個床位，但預計還有100名被驅逐出境的烏克蘭人抵達該設施。

## 6月22日
烏克蘭地方政府表示，截至22日上午9時，俄羅斯在過去24小時內襲擊赫爾松、蘇梅、尼古拉耶夫、第聶伯羅彼得羅夫斯克、頓涅茨克、盧甘斯克、切爾卡瑟、哈爾科夫、扎波羅熱和切爾尼戈夫等地，至少造成5名平民死亡，23名平民受傷。 烏克蘭空軍表示，俄羅斯午夜至凌晨期間，對烏克蘭發動大規模導彈和無人機襲擊，俄軍從沃羅涅日和羅斯托夫地區發射2枚伊斯坎德爾-M彈導導彈、從俄佔頓涅茨克地區發射1枚S-300導彈、從庫爾斯克、濱海阿赫塔爾斯克區地區發射47架見證者-136無人機和不明型號無人機，防空系統在各地擊落18架無人機。另有10架無人機因電子戰措施，未能擊中目標。
烏克蘭陸軍表示，下午俄羅斯導彈擊中烏克蘭一個機械化旅的訓練場，至少造成3人死亡，14人受傷。當時正在進行軍事訓練活動，在襲擊前發出警報後，在場的大部分軍人前往防空洞，軍方已經組建委員會調查襲擊原因。是1個月內第2宗同類案件，1日俄軍導彈曾經襲擊第列白鷺一個訓練場造成10多人死傷。
烏克蘭武裝部隊總參謀部表示，自全面入侵以來，俄羅斯在烏克蘭損失1,011,490名士兵，過去一天俄軍有1,100人傷亡，累計損失10,964輛坦克、22,867輛裝甲戰鬥車輛、52,734輛車輛和油箱、29,432門火砲系統、1,421套多管火箭系統、1,188套防空系統、416架飛機、337架直升機、41,579架無人機、3,376枚巡弋飛彈、28艘船隻和1艘潛艦等。
烏克蘭總統澤連斯基簽署法令，對在包括克里米亞在內俄佔烏克蘭領土上開展業務的個人和實體實施制裁，認為他們與俄羅斯佔領者合作，協助為侵略辯護，並在被佔領土上獲利和納稅。澤連斯基與烏克蘭國防部情報總局局長布達洛夫討論後表示，俄羅斯總統普京準備對歐洲展開軍事行動，觀察到俄羅斯領導層的知識分子持續下降。烏克蘭將向外國合作伙伴通報情報總局獲得的資訊。另外澤連斯基在夜間講話中表示，挪威將向烏克蘭國防工業投資4億美元，以支援無人機和防空導彈的生產。

## 6月23日
烏克蘭地方政府表示，截至23日上午9時，俄羅斯在過去24小時內襲擊基輔、赫爾松、蘇梅、尼古拉耶夫、第聶伯羅彼得羅夫斯克、頓涅茨克、盧甘斯克、切爾卡瑟、哈爾科夫、扎波羅熱和切爾尼戈夫等地，至少造成13名平民死亡，57名平民受傷。烏克蘭空軍表示，俄羅斯午夜至凌晨期間，針對烏克蘭基輔市發動大規模導彈和無人機襲擊，俄軍從塔甘羅格和布良斯克地區發射11枚伊斯坎德爾-M彈道導彈/KN-23彈道導彈、從庫爾斯克地區發射5枚伊斯坎德爾-K巡航導彈、從庫爾斯克、沙塔洛沃、奧廖爾、布良斯克、米列羅沃、濱海阿赫塔爾斯克區地區發射352架見證者-136無人機和不明型號無人機，防空系統在各地擊落146架無人機、7枚伊斯坎德爾-M彈道導彈/KN-23彈道導彈和5枚伊斯坎德爾-K巡航導彈。另有193架無人機因電子戰措施，未能擊中目標。基輔市軍事管理局表示，俄羅斯針對當地的襲擊，至少造成9名平民死亡，33名平民受傷，包括4名兒童。烏克蘭敖德薩州州長表示，俄羅斯彈道導彈擊中別爾哥羅德-德涅斯特羅夫斯基市，至少造成2名平民死亡， 12名平民受傷，包括2名青少年。
烏克蘭武裝部隊總參謀部表示，自全面入侵以來，俄羅斯在烏克蘭損失1,012,500名士兵，過去一天俄軍有1,010人傷亡，累計損失10,965輛坦克、22,872輛裝甲戰鬥車輛、52,861輛車輛和油箱、29,490門火砲系統、1,423套多管火箭系統、1,188套防空系統、416架飛機、337架直升機、41,717架無人機、3,376枚巡弋飛彈、28艘船隻和1艘潛艦等。總參謀部表示，武裝部隊襲擊俄羅斯羅斯托夫州阿特拉斯石油倉庫，並引發大火。
烏克蘭總統澤連斯基表示，在俄羅斯譴責美國和以色列對伊朗發動襲擊，嚴重違反國際法之後，俄羅斯對自己軍隊對烏克蘭發動的大規模襲擊保持沉默。另外澤連斯基抵達英國，會見國王查爾斯三世和首相施紀賢，施紀賢強調，英國會繼續支持烏克蘭應對俄羅斯。澤連斯基則感謝英方提供軍事及財政援助。兩國領袖同意深化雙邊關係，亦達成軍工聯合生產協議，英方可獲取烏軍在前線作戰的技術數據，藉此推動英國軍工企業大規模生產軍事裝備，尤其加快生產無人機，供烏軍使用。
烏克蘭內政部長克里緬科表示，烏克蘭已經向俄羅斯歸還在早前俄羅斯向烏克蘭歸還士兵遺體中，被錯誤識別為烏克蘭士兵的俄羅斯士兵遺體，並再度表示相關遺體中發現俄羅斯武裝部隊的個人徽章、檔案和與俄軍相關的識別物，另外仍然有17具尚未移交俄羅斯，仍然正在等待DNA檢測。
烏克蘭國家安全局表示，俄羅斯總統普京於2023年授權下令至少兩次要求俄羅斯情報部門暗殺烏克蘭著名傳媒人德米特羅·戈爾東。戈爾東曾多次批評俄羅斯入侵烏克蘭，其社交平台頻道在俄羅斯和俄佔烏克蘭地區擁有大量觀眾，因而成為俄羅斯目標。安全局已經先後兩次成功阻止相關暗殺行動。

## 6月24日
烏克蘭第聶伯羅彼得羅夫斯克州州長表示，俄羅斯對第聶伯羅市和鄰近的薩馬爾鎮發動導彈襲擊，擊中民用基礎設施和一列客運列車，至少造成23名平民死亡，超過300名平民受傷，包括27名兒童。
烏克蘭蘇梅州州長表示，俄軍對上西羅瓦特卡發動無人機襲擊，至少造成3名平民死亡，包括1名兒童，6名平民受傷，包括3名兒童。哈爾科夫市長表示，俄羅斯對當地發動無人機襲擊，至少造成3名平民受傷。赫爾松州州長表示，過去24小時俄軍對當地29個定居點發動無人機襲擊和炮擊，至少造成4名平民死亡，5名平民受傷。
烏克蘭武裝部隊總參謀部表示，自全面入侵以來，俄羅斯在烏克蘭損失1,013,700名士兵，過去一天俄軍有1,200人傷亡，累計損失10,966輛坦克、22,879輛裝甲戰鬥車輛、52,961輛車輛和油箱、29,511門火砲系統、1,424套多管火箭系統、1,188套防空系統、416架飛機、337架直升機、41,915架無人機、3,388枚巡弋飛彈、28艘船隻和1艘潛艦等。

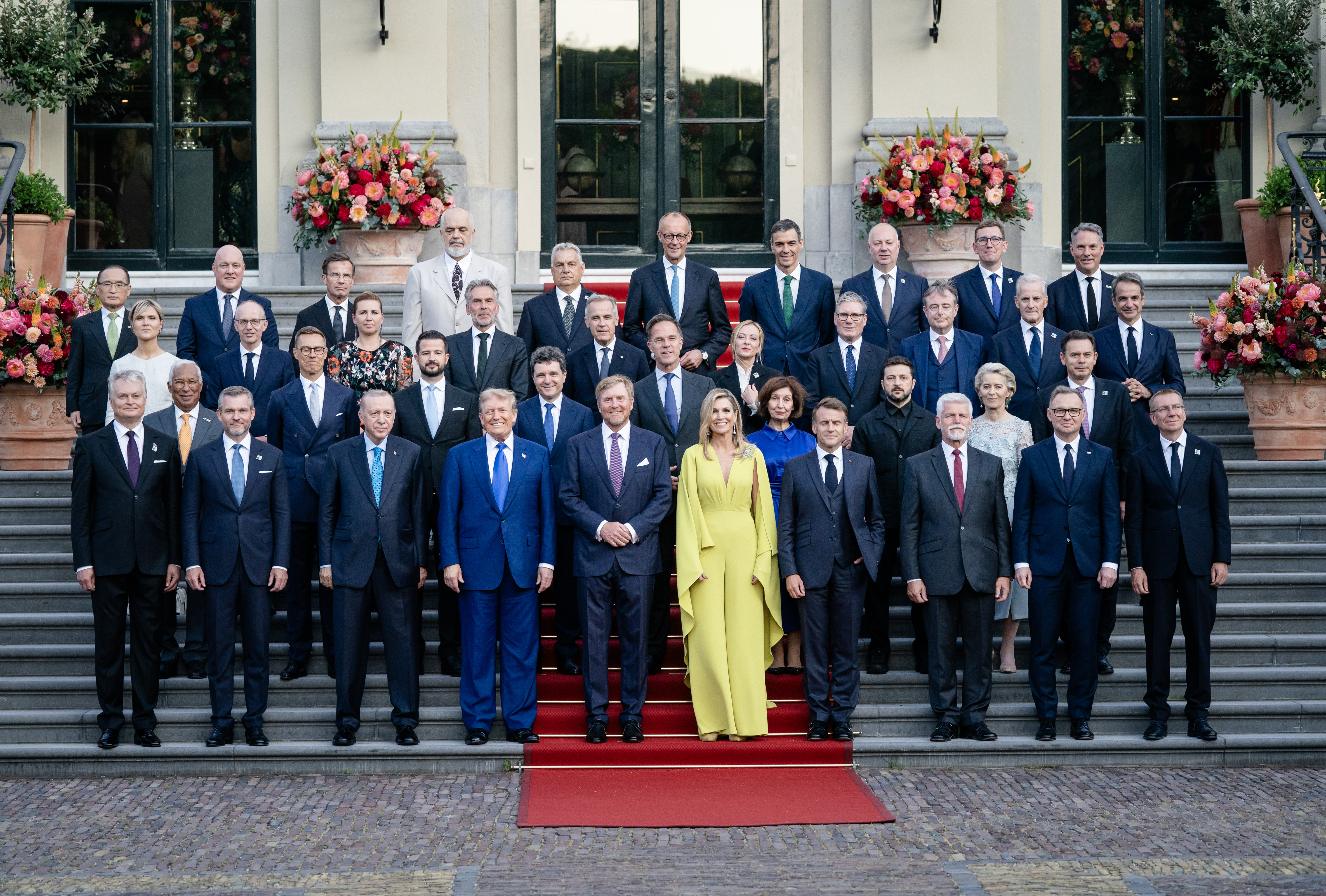
烏克蘭總統澤連斯基抵達荷蘭出席北約峰會

烏克蘭總統澤連斯基抵達荷蘭，會見荷蘭看守首相斯霍夫，並出席北約峰會。斯霍夫表示，將向烏克蘭提供新軍事援助計劃，包括100個無人機雷達系統、用於疏散傷員的前線車輛和9千萬美元用於無人機計劃投資，荷蘭亦將根據烏克蘭的規格開始為烏克蘭生產無人機。
烏克蘭澤連斯基在北約峰會期間舉行的國防工業論壇上發表講話，指出烏克蘭有能力每年生產800多萬架各種型號無人機，但缺乏資金支援來實現這一潛力，為了擊敗俄羅斯日益增長的軍事網路，必須緊急解決這一不足。烏克蘭目前國防生產潛力已超過350億美元，包括近1千種產品，但其中約40%缺乏適當的資金。敦促盟友擴大對聯合武器生產的投資，包括無人機技術、火炮和攔截器。認為烏克蘭的防禦能力不僅是保衛自己領土的關鍵，也是加強北約長期安全的關鍵。同時強調俄羅斯不是單獨行動，戰爭的根源和對歐洲的長期威脅是俄羅斯，但實際上正面臨著一個由國家和非國家行為者組成的網路，包括北韓、伊朗和中國公司支援俄羅斯對烏克蘭的戰爭努力，並對歐洲構成長期威脅。澤連斯基呼籲北約成員國將國防支出增加到GDP的5%，並將至少GDP的0.25%用於直接支援烏克蘭的軍事需求，並感謝德國、挪威、瑞典和荷蘭等國家作出的更高承諾，敦促其他國家效仿。警告俄羅斯正在計劃在北約領土上採取新的軍事行動，現在必須停止在烏克蘭的戰爭，以防止更廣泛的歐洲衝突，沒有跡象表明普京想阻止這場戰爭，呼籲打擊允許俄羅斯維持其武器製造的供應鏈，並提到俄羅斯導彈、無人機和裝甲車中仍然發現的西方原產的部件。另外澤連斯基在講話中提及，自俄羅斯全面入侵開始以來，俄羅斯已向烏克蘭發射28,743架伊朗製見證者系列無人機，單單在2025年6月已發射2,736架。強調如果沒有伊朗的支援，俄羅斯永遠無法發動此類規模的無人機襲擊，呼籲對涉事者實施問責制，必須告訴全世界國際法的重要性，任何能都不能夠像對待性畜一樣對待人，不能夠破壞城市，不能夠贊助恐怖，不能夠偷走孩子，如果違反這些規則將被追究責任。
烏克蘭國防部長烏梅羅夫表示，烏克蘭和英國已經達成協議，將共同生產無人機，英國亦會資助採購英國製造的烏克蘭設計無人機。烏梅羅夫亦與丹麥國防部長波爾森簽署意向書，在丹麥啟動烏克蘭國防生產，丹麥為計劃提供4,700萬美元。
美國總統特朗普表示，俄羅斯總統普京致電自己，表示願意協助解決伊朗與以色列之間的衝突。但自己向普京表示，不需要對方在伊朗問題上提供幫助。而是希望能與俄羅斯達成協議，指出上周有6千名士兵喪生，這十分可惜。
英國首相施紀賢表示，英國將利用凍結的俄羅斯資產利潤為烏克蘭購買價值8,700萬美元的350枚防空導彈。
北約秘書長魯特在海牙舉行的北約峰會期間發表講話，呼籲聯盟成員對俄羅斯和中國構成的威脅保持現實的態度，並敦促堅持支援烏克蘭，形容不要天真，中國、北韓和伊朗在支援俄羅斯的戰爭上作出不少努力。強調雖然北約面臨多重全球挑戰，從烏克蘭戰爭到中東緊張局勢和俄羅斯在非洲的影響力，但聯盟必須能夠一次關注不止一場危機。北約的作用是確保烏克蘭擁有軍事手段，在嚴肅的和平談判開始之前繼續戰鬥。當認真談判的時候，北約必須確保任何長期停火或和平協議都是持久的，讓俄羅斯總統普京就不會再試圖奪取哪怕一平方公里的烏克蘭領土。指出烏克蘭正在從安全消費者演變為安全生產者，擁有未開發的國防工業基地，潛在價值高達350億美元，正在日益吸引歐洲投資，而目前擁有歐洲最大的國防工業之一，包括挪威、丹麥和立陶宛在內的許多國家正在投資，這有助於烏克蘭，也有助於北約。
歐盟委員會主席馮德萊恩在海牙舉行的北約峰會上表示，歐盟章繼續持續支援烏克蘭，並已設計一個500億歐元的融資計劃，讓成員國和其他合作夥伴能夠透過計劃投資烏克蘭國防工業，歐盟和七國集團成員將繼續對俄羅斯實施額外制裁，繼續對俄羅斯總統普京施加壓力，迫使對方坐到談判桌上。

## 6月25日
烏克蘭地方政府表示，截至25日上午9時，俄羅斯在過去24小時內襲擊赫爾松、蘇梅、尼古拉耶夫、第聶伯羅彼得羅夫斯克、頓涅茨克、盧甘斯克、切爾卡瑟、哈爾科夫、扎波羅熱和切爾尼戈夫等地，至少造成23名平民死亡，300多名平民受傷。烏克蘭空軍表示，俄羅斯午夜至凌晨期間，對烏克蘭發動無人機襲擊，俄軍布良斯克、庫爾斯克、米列羅沃、俄佔克里米亞地區發射71架見證者-136無人機和不明型號無人機，防空系統在各地擊落32架無人機。另有20架無人機因電子戰措施，未能擊中目標。
烏克蘭武裝部隊總參謀部表示，自全面入侵以來，俄羅斯在烏克蘭損失1,014,650名士兵，過去一天俄軍有950人傷亡，累計損失10,967輛坦克、22,885輛裝甲戰鬥車輛、53,084輛車輛和油箱、29,569門火砲系統、1,425套多管火箭系統、1,188套防空系統、416架飛機、337架直升機、42,046架無人機、3,388枚巡弋飛彈、28艘船隻和1艘潛艦等。烏克蘭國家安全與國防委員會反虛假資訊中心表示，俄羅斯塔甘羅格市一個生產戰鬥無人機和電子戰系統的關鍵軍工工廠遭到襲擊。

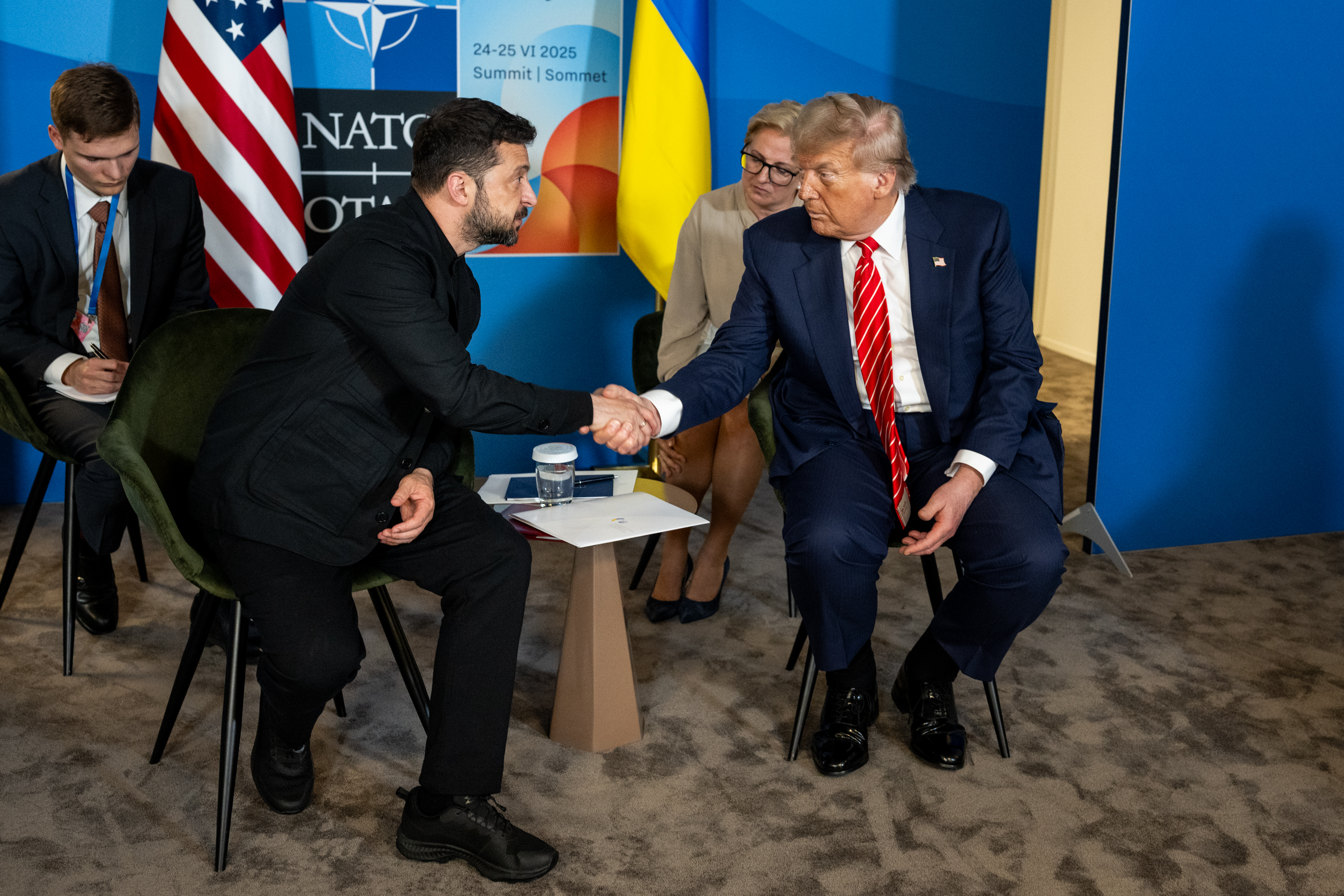
烏克蘭總統澤連斯基在北約峰會期間會見美國總統特朗普

烏克蘭總統澤連斯基在北約峰會期間會見美國總統特朗普，兩人討論超過50分鐘。澤連斯基形容會議漫長而有實質性，涵蓋所有真正重要的問題，討論瞭如何實現停火和真正的和平。談論瞭如何保護烏克蘭人民，並感謝關心和準備幫助拉近和平的距離。亦與特朗普討論到保護烏克蘭人民的問題，主要是購買美國的防空系統以及聯合生產無人機的事宜。特朗普則在總結行程的記者會上表示，沒有與澤連斯基討論俄烏停火問題，承認美烏關係曾經經歷艱難時期，但澤連斯基現在非常友善。又清楚知道烏克蘭方面迫切希望取得美國的愛國者導彈防禦系統，但目前美方庫存亦非常緊缺，美國自身有部署需求，之前亦提供一些給以色列，現在要再調撥並不容易，但仍會考慮。特朗普認為，結束俄烏戰事比大家想像中困難，俄烏雙方都有大量傷亡，相信澤連斯基與俄羅斯總統普京都希望結束衝突，自己亦會與普京對話，看看能否結束戰事。另外總統澤連斯基轉到法國斯特拉斯堡訪問歐洲委員會，並與秘書長貝爾塞簽署成立俄羅斯侵略罪特別法庭的協議，強調正義的重要性，表明必須追究發起戰爭的責任，每個戰犯包括普京的侵略罪必須被記錄、審判和懲罰。
俄羅斯總統助理烏沙科夫表示，由於國際刑事法院發出逮捕令，總統普京將不會前往巴西出席下月6至7日舉行的金磚國家峰會，但會透過視像連線方式與會。巴西政府無法明確表示容許普京參加今年峰會，外長拉夫羅夫將代表俄羅斯出席峰會。
烏克蘭國家安全局表示，缺席指控一名烏克蘭前國防工程師犯下叛國罪，涉嫌在國防工廠辭職後出往俄羅斯，加入俄羅斯國防生產商「Navis」，透過開發巡航和彈道導彈導航系統協助俄羅斯瞄準烏克蘭城市。
烏克蘭頓內茨克州州長菲拉甚金 表示，由於俄羅斯持續的襲擊摧毀前線城市科斯蒂安特尼夫卡的關鍵基礎設施，導致數千人失去基本服務，令該市面臨迫在眉睫的人道主義災難。目前俄軍距離科斯蒂安特尼夫卡只有10至15公里，近幾個月來，隨著俄軍發起進攻該市遭受越嚟越激烈的攻擊。菲拉甚金表示，由於砲擊，該市近一半地區斷電，部分地區沒有使用天然氣，每天僅從下午5時開始至8時供水一次，只能滿足該市20至25%的需求。無人機襲擊亦導致所有城市公車停止運營，通往附近城鎮德魯日基夫卡的郊區路線僅有限度運營。
俄羅斯獨立傳媒「Mediazona」報道，今年年初以來俄羅斯軍事法院已裁定184名在庫爾斯克地區被俘的烏克蘭士兵犯下恐怖主義罪行。
北約成員國峰會發佈聯合宣言，宣言指出，各成員國承諾到2035年，將每年國內生產總值的5%用於國防支出，並承諾將投入最多相當於國內生產總值的1.5%資金，用於保護關鍵基礎設施，以進一步強化防務產業能力。宣言強調北約對烏克蘭的持久主權承諾，繼續堅定地向烏克蘭提供政治、軍事和財政支持，為履行支持烏克蘭主權的承諾，成員國對烏軍援可以計入每年國內生產總值的5%用於國防支出的相關開支中。
美國總統特朗普在荷蘭海牙出席北約峰會時表示，自己將會與烏克蘭總統澤連斯基會面，自己認為對方是一個好人，峰會將會討論其困難。回應傳媒提問時表示，俄羅斯有可能對烏克蘭以外的其他國家的領土有野心時，但自己知道一件事，普京想解決戰爭，想擺脫這件事，對普京來說整件事真是一團糟。
美國國務卿盧比歐表示，美國總統特朗普將抵制歐洲升級對俄羅斯制裁的要求，認為這樣可能會關閉與俄羅斯進行潛在和平談判的大門，並承認俄羅斯似乎致力於用武力實現其目標。
意大利總理梅洛尼表示，自己與美國總統特朗普會面期間向對方表示，美國對解決伊朗問題的決心亦應該用於結束俄羅斯對烏克蘭的戰爭上，強調烏克蘭需要持續的承諾，而目前俄羅斯似乎不願意採取任何步驟實現停火。

## 6月26日
烏克蘭武裝部隊總參謀部表示，自全面入侵以來，俄羅斯在烏克蘭損失1,015,750名士兵，過去一天俄軍有1,100人傷亡，累計損失10,968輛坦克、22,892輛裝甲戰鬥車輛、53,195輛車輛和油箱、29,617門火砲系統、1,425套多管火箭系統、1,188套防空系統、416架飛機、337架直升機、42,153架無人機、3,388枚巡弋飛彈、28艘船隻和1艘潛艦等。總司令瑟爾斯基表示，烏克蘭已經成功阻止俄軍在蘇梅地區的推進，穩定前線並削弱俄羅斯夏季攻勢的勢頭，在個別地區烏軍正在收復失地。烏克蘭國防部情報總局表示，成功使用無人機摧毁位於俄佔克里米亞的防空裝置，包括雷達單元和S-400防空系統的部件。
俄羅斯國防部表示，過去一夜在全國各地擊落50架烏克蘭無人機，其中2架飛往莫斯科。
烏克蘭總統澤連斯基表示，烏俄繼續進行2日在土耳其伊斯坦布爾舉行的和平談判達成戰俘交換協議的第七階段，被遣返的人中有重傷以及25歲以下的戰俘。烏克蘭戰俘待遇協調總部表示，第七批被釋放的戰俘曾參與在頓涅茨克、盧甘斯克、蘇梅、赫爾松、哈爾科夫和基輔的交戰，大多數士兵都被關押兩年多。俄羅斯國防部則表示，已經與烏克蘭方面交換戰俘，沒有透露具體人數。另外澤連斯基透過影片向歐盟委員會會議發表講話，提到一些歐洲公司仍然在向俄羅斯提供用於武器生產的關鍵部件，呼籲歐盟對俄羅斯實施更嚴厲的制裁，並敦促歐盟通過真正強大的第18輪制裁計劃，針對俄羅斯的石油貿易、影子艦隊、銀行和金融工具以及製造武器裝置的供應鏈實施制裁。
烏克蘭總統辦公室主任葉爾馬克表示，烏克蘭就和平談判進行的下一步計劃是組織烏克蘭總統澤連斯基與俄羅斯總統普京之間的直接會晤，指出烏克蘭一直堅定不懈地追求和平，從一開始便支援美國的全面停火安排，但任何對話都不能夠以最後通牒為內容，理應充分尊重烏克蘭主權。另外表示北韓已經部署11,000名精銳部隊支援俄羅斯對烏克蘭的戰爭，人數佔北韓領導人金正恩的個人精銳預備役部隊20%以上，並指出相關部隊已經遭受重大損失。北韓亦曾經考慮派遣更多部隊與俄羅斯一同作戰，但此舉可能進一步耗盡戰略儲備，增加對政權穩定度的風險，因此目前只是對部署參與對烏克蘭作戰的士兵進行四次已知輪換。同時引用前線指揮官的報告表示，今年2月開始啟動對烏克蘭18至24歲志願者的一年軍事合同計劃，在戰場上證明是有效的，由年輕合同士兵組成的部隊在戰鬥中表現出「韌性、專業精神和自信的行動」。
烏克蘭國防部長烏梅羅夫表示，截至6月底烏軍已經收到來自烏克蘭生產商生產的超過150萬架無人機，預計今年將能夠向前線提供400萬架無人機。
俄罗斯联邦安全局表示，以涉嫌叛国罪拘留新罗西斯克一名女子，指控對方涉嫌向乌克兰方面传递有关黑海舰队舰艇和防空设施的信息。
烏克蘭環境和自然資源部部長赫林楚克表示，烏克蘭將從國際合作夥伴中獲得4,570萬美元資金，用於修復在今年二月遭到俄羅斯無人機擊中的切爾諾貝爾核電廠用於防止輻射外洩的新石棺。
俄羅斯庫爾斯克州代理州長表示，中国凤凰卫视记者卢宇光在库尔斯克州科列涅夫斯基区遭乌克兰无人机袭击中受伤，提醒邊境地區仍然不安全。
俄羅斯獨立傳媒「Mediazona」報道，根據軍事法庭線上資料顯示，截至今年五月下旬，自2022年9月俄羅斯宣布第一輪部份動員以來，共20,538名俄羅斯士兵因拒絕在烏克蘭作戰而被起訴，當中17,721名士兵已被判刑。
聯合國駐烏克蘭人權監測團公布名為「死亡無人機：烏克蘭前線無人機對平民的風險」的專題報告，顯示無人機襲擊已成為烏克蘭前線地區平民最致命的威脅之一，在2022年2月至2025年4月期間至少造成395人死亡，2,635人受傷。強調俄軍越來越多地使用第一人稱視角無人機，並對平民產生破壞性影響，報告記錄無人機操作員故意針對從事日常活動的平民的襲擊事件，包括針對駕駛私家車、騎腳踏車、在戶外散步的平台或用有明確標記的救護車。
歐盟各國領導人在比利時布魯塞爾出席會議，未能一致通過支持烏克蘭的宣言。歐盟委員會表示，27個成員國中除匈牙利外，26個成員國均堅定支持烏克蘭，重申烏克蘭有選擇自己命運的固定權利，並支持烏克蘭加入歐盟，讚揚烏克蘭在最具挑戰性的情況下，加快加入歐盟的相關改革步伐。另外歐盟各國已經達成協議，將對俄羅斯的制裁再延長六個月。
土耳其總統埃爾多安表示，自己在北約峰會期間與美國總統特朗普會面，期間特朗普表示如果俄羅斯總統普京願意前往土耳其伊斯坦布爾或安卡拉尋找解決烏克蘭戰爭的方案，自己亦將會前往土耳其一同出席會議。
塞尔维亚總理马库特表示，在總統武契奇的建議下，內閣已經作出決定，即日起任何由塞爾維亞工廠生產的武器和軍事裝備都需要得到政府部門的批准才能夠出口，強調只要自己仍然是總理便不会支持向烏克蘭提供任何武器。
南韓國會議員李成權在聽取南韓國家情報院的閉門簡報會後表示，國家情報院認為北韓可能會在7至8月向俄羅斯增派軍隊，以及繼續提供武器，以協助俄羅斯準備可能在7至8月對烏克蘭發動的大規模進攻。並認為早前俄羅斯聯邦安全委員會秘書紹伊古訪問北韓正正為了商討此事。
美國非牟利智庫「歐洲政策研究中心」公布報告，俄羅斯正在利用經濟激勵措施招聘教師、文化工作者和教練到俄佔烏克蘭地區工作，旨在重塑當地身份並培養對俄羅斯政權的忠誠度。克里姆林宮向同意在俄佔頓涅茨克、盧甘斯克、扎波羅熱和赫爾松地區工作5年的俄羅斯教師提供高達約22,000美元工資。相關教師將教授俄語、歷史和生命安全以及祖國保衛基礎知識的課程，側重於徵兵和軍事訓練，重新改寫烏克蘭兒童的記憶，將他們培養成俄羅斯愛國者和俄羅斯武裝部隊的未來成員。與此同時，俄羅斯亦對佔領地區的烏克蘭教師施壓，要求他們採用俄語課程。
比利時傳媒「7sur」報道，約150名支持巴勒斯坦的示威者闖入一間為烏克蘭生產軍事裝備的「OIP Land Systems」公司倉庫，破壞當中用於提供烏克蘭的軍事裝備。示威者聲稱相關裝備是提供給以色列，要求比利時當局維持對以色列的軍事禁運以及實施制裁，但公司負責人表示公司已經有超過20年沒有限以色列提供武器，相關武器實際將會供應及烏克蘭。

## 6月27日

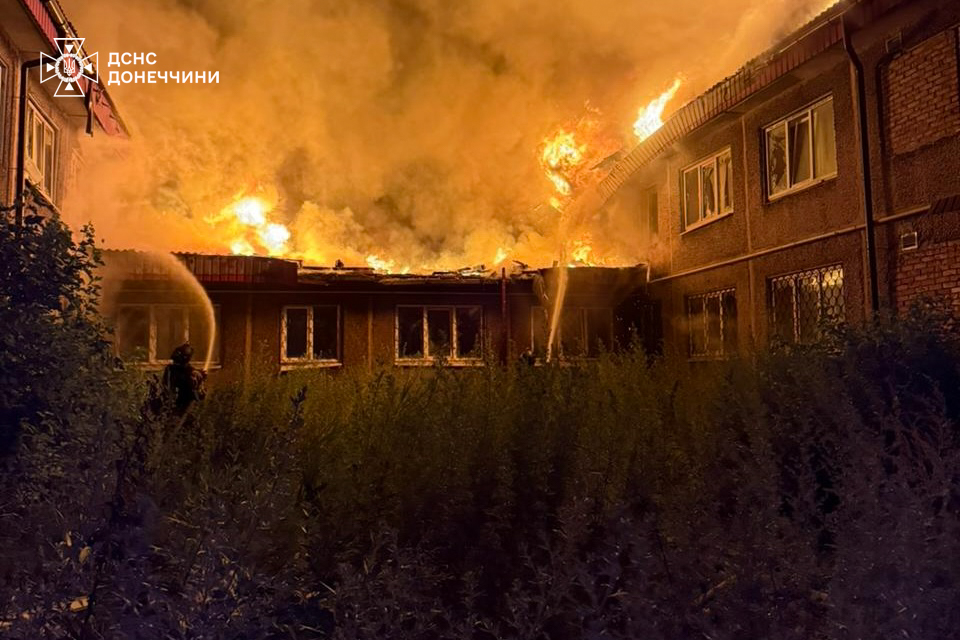
俄軍襲擊康斯坦丁尼夫卡市後

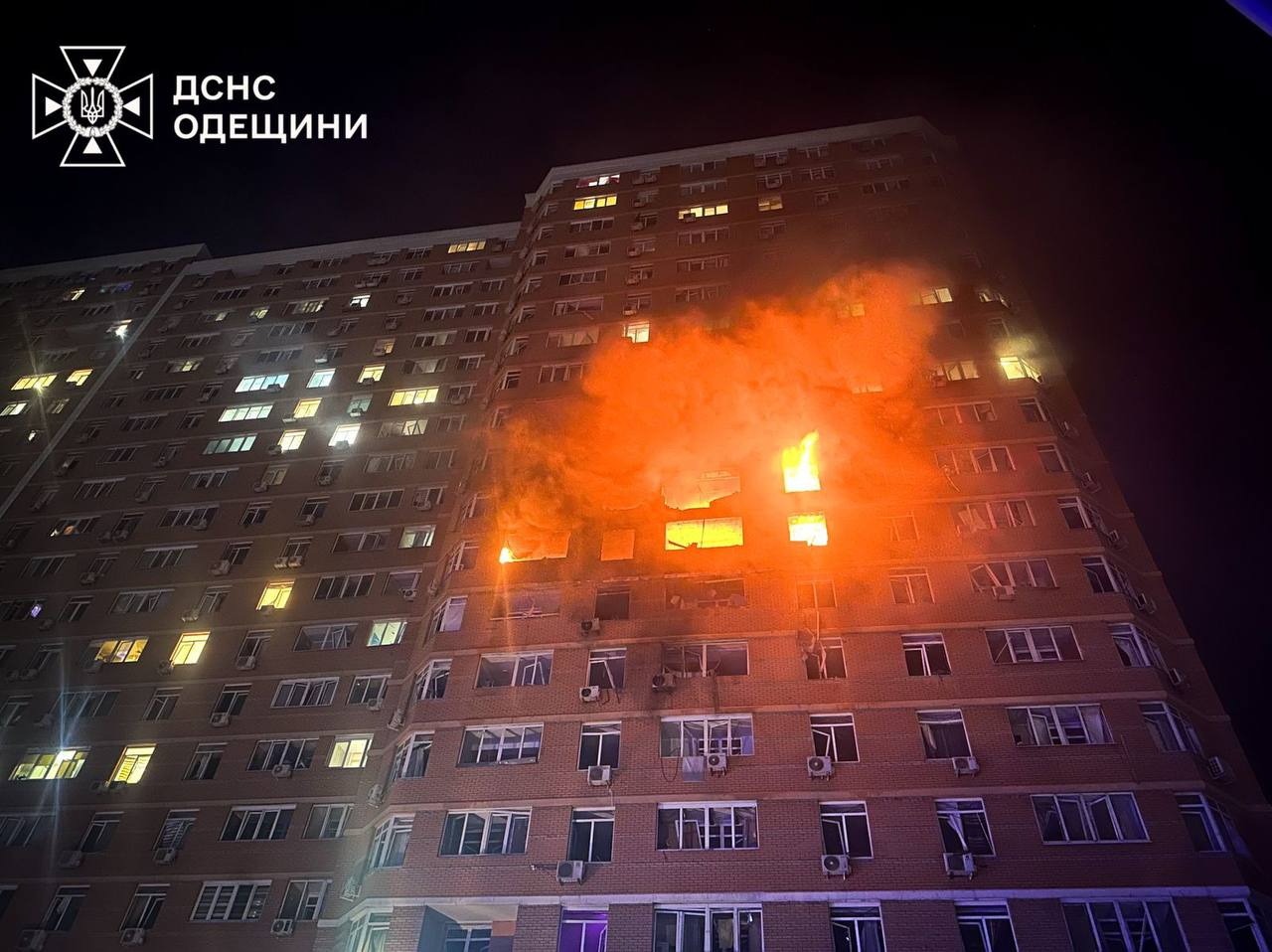
俄軍襲擊敖德薩市後

烏克蘭地方政府表示，截至27日上午9時，俄羅斯在過去24小時內襲擊赫爾松、蘇梅、尼古拉耶夫、第聶伯羅彼得羅夫斯克、頓涅茨克、盧甘斯克、切爾卡瑟、哈爾科夫、扎波羅熱和切爾尼戈夫等地，至少造成2名平民死亡，13名平民受傷。烏克蘭空軍表示，俄羅斯午夜至凌晨期間，對烏克蘭發動無人機襲擊，俄軍從里海發射6枚口徑巡航導彈、從梁贊地區發射2枚匕首高超音速導彈、從布良斯克、庫爾斯克、沙塔洛沃、奧廖爾、濱海阿赫塔爾斯克區地區發射363架見證者-136無人機和不明型號無人機，主攻方向是赫梅利尼茨基地區的斯達科斯坦尼夫市，防空系統在各地擊落211架無人機和6枚口徑巡航導彈。另有148架無人機因電子戰措施，未能擊中目標。第聶伯羅彼得羅夫斯克州州長表示，俄羅斯對薩馬爾市發動導彈襲擊，至少造成5名平民死亡，25名平民受傷。赫爾松州州長表示，俄軍襲擊赫爾松州一個關鍵能源設施，導致南部部分地區停電。
烏克蘭武裝部隊總參謀部表示，自全面入侵以來，俄羅斯在烏克蘭損失1,016,720名士兵，過去一天俄軍有970人傷亡，累計損失10,969輛坦克、22,896輛裝甲戰鬥車輛、53,284輛車輛和油箱、29,630門火砲系統、1,425套多管火箭系統、1,188套防空系統、416架飛機、337架直升機、42,240架無人機、3,388枚巡弋飛彈、28艘船隻和1艘潛艦等。總司令瑟爾斯基表示，頓涅茨克州波克羅夫斯克地區仍然是前線的激烈戰鬥地區，預計俄軍已經將最大數量的人員集中在該地區，並擁有一支約11萬1千名士兵的軍隊。同時俄軍繼續試圖進入第聶伯羅彼得羅夫斯克州，形容俄羅斯的行動並非出於戰爭目的，而且是普通的表演性質，目的是吹響另一場偽勝利。總參謀部表示，與特種部隊和烏克蘭國家安全局等合作發動無人機襲擊，擊中俄羅斯伏爾加格勒州的馬裡諾夫卡軍事基地上4架Su-34戰機。烏克蘭軍方霍爾蒂恰作戰戰術小組表示，頓涅茨克州舍甫琴科村周圍仍在發生激烈的戰鬥，當地位於烏克蘭最大鋰礦之一所在地附近，否認俄羅斯方面表示已經佔領當地。
烏克蘭總統澤連斯基簽署法令，協調與國際合作夥伴，特別是歐盟和七國集團對俄羅斯的制裁。讓烏克蘭對俄羅斯的制裁措施與國際合作夥伴同步。制裁針對52名俄羅斯公民、34間俄羅斯公司以及1間參與生產見證者系列無人機的中國實體。澤連斯基在基輔舉行的國家和商業論壇上表示，烏克蘭目前用於抵禦俄羅斯的全面入侵的武器中，超過40%屬自行研製和生產武器。
俄羅斯總統普京表示，俄羅斯準備就烏克蘭問題舉行第三輪和平談判，會談可能在土耳其伊斯坦布爾舉行，但細節仍未確定。表明新一輪會談可能會拉近和平的距離，但同時指出在上一輪會談中雙方提交的和平備忘錄中，雙方要求的和平條款完全相反。同時普京表示，俄羅斯計劃從明年開始削減軍事支出，並駁斥歐洲正在考慮如何增加支出，認為是歐洲正在為某種侵略行動作準備。
烏克蘭國家反腐敗局和專門反腐敗檢察官辦公室聯合向烏克蘭反腐敗高級法院提交訴訟請求，要求暫停烏克蘭副總理、專責處理烏克蘭難民回國的民族團結部長切爾尼紹夫的職務，繼續指控對方在2020至2022年出任社區和領土發展部部長期間涉及貪腐行為。成為烏克蘭歷史上在任期間面臨貪腐指控的最高級別官員。

## 6月28日
烏克蘭地方政府表示，截至28日上午9時，俄羅斯在過去24小時內襲擊敖德薩、赫爾松、蘇梅、尼古拉耶夫、第聶伯羅彼得羅夫斯克、頓涅茨克、盧甘斯克、切爾卡瑟、哈爾科夫、扎波羅熱和切爾尼戈夫等地，至少造成10名平民死亡，50名平民受傷。烏克蘭空軍表示，俄羅斯午夜至凌晨期間，對烏克蘭發動無人機襲擊，俄軍從布良斯克、庫爾斯克、沙塔洛沃、奧廖爾、濱海阿赫塔爾斯克區地區發射23架見證者-136無人機和不明型號無人機，防空系統在各地擊落21架無人機。另有1架無人機因電子戰措施，未能擊中目標。烏克蘭國家應急服務表示，俄軍襲擊敖德薩市，至少造成2名平民死亡， 14名平民受傷，包括3名兒童。第聶伯羅彼得羅夫斯克州州長表示，烏克蘭防空系統在該州成功首次擊落俄軍的「Kh-36 Grom-E1」混合導彈滑翔炸彈。
烏克蘭武裝部隊總參謀部表示，自全面入侵以來，俄羅斯在烏克蘭損失1,017,720名士兵，過去一天俄軍有1,000人傷亡，累計損失10,970輛坦克、22,908輛裝甲戰鬥車輛、53,415輛車輛和油箱、29,665門火砲系統、1,425套多管火箭系統、1,189套防空系統、420架飛機、337架直升機、42,477架無人機、3,388枚巡弋飛彈、28艘船隻和1艘潛艦等。總參謀部表示，烏克蘭國防部情報總局襲擊俄羅斯布良斯克市1060物資技術支援中心，中心存放俄羅斯導彈和無人機。烏克蘭國家安全局表示，安全局無人機夜間襲擊俄佔克里米亞基洛夫斯克軍用機場，摧毀Mi-8、Mi-26和Mi-28攻擊直升機，鎧甲S1防空系統和火炮系統。烏克蘭克里米亞游擊隊「阿泰什」表示，成員在俄佔頓涅茨克地區亞西努瓦塔摧毁鐵路線的訊號櫃，破壞俄羅斯的後勤供應。
烏克蘭總統澤連斯基會見在卸任前訪問當地的波蘭總統杜達，討論兩國在歐盟層面以及與北約成員國協調進一步發展關係。澤連斯基與杜達一同參加烏克蘭憲法日的敬獻花圈儀式，向犧牲的士兵致敬，澤連斯基向杜達頒發烏克蘭最高榮譽之一的自由勳章。澤連斯基指，杜達從俄烏戰爭最初幾天就與烏克蘭並肩作戰，是可靠的盟友和真正的朋友，烏克蘭無疑希望與波蘭維持現有關係，甚至更進一步。感謝杜達以及所有真正聲援烏克蘭的波蘭人，並指兩國一直執行相當實質的防衞合作協議。杜達出席記者會時則指出，身在總統之位，與作為總統候選人的國際視野有所不同，呼籲烏克蘭在面對即將就任波蘭總統的歷史學家納夫羅茨基時保持耐性。納夫羅茨基支持烏克蘭的主權，但曾表明反對烏克蘭加入歐盟與北約。澤連斯基則保證，會在納夫羅茨基上任後邀請他訪問烏克蘭。
烏克蘭國防部情報總局表示，由於俄羅斯在與烏克蘭的全面戰爭中裝置損失不斷增加，以及現代軍事裝備短缺，俄羅斯正在恢復使用過時的T-62坦克。
烏克蘭國會主席斯特凡丘克表示，烏克蘭國會正在準備法案草案，在頒佈戒嚴期結束後舉行選舉，指出需要一項特別法律草案，規範戰後選舉，以便公民能夠行使基本的憲法投票權。
烏克蘭國家警察表示，拘捕在2015至2024年期間出任哈爾科夫市住房和公共服務副市長安德烈·魯登科等5人涉嫌非法挪用分配給建造防禦工事的13萬美元預算資金。
斯洛伐克總理菲科表示，自己不打算直接與烏克蘭總統澤連斯基會面，聲稱由於自己拒絕同意歐盟對俄羅斯實施第18輪制裁，因此澤連斯基討厭自己。不過強調自己與烏克蘭總理什梅米爾的關係良好，但自己與澤連斯基的會面毫無意義。
教皇良十四世在梵蒂岡歡迎朝聖的烏克蘭希臘天主教教徒，並發表講話指，烏克蘭人的信仰正受到俄羅斯全面入侵的嚴峻考驗，想向受到折磨的烏克蘭、對兒童、年輕人、老人以及需要哀悼他們所愛的人的家庭表示同情，自己與他們一樣為這場毫無意義的戰爭的受害者感到悲傷。希望和平能夠降臨。

## 6月29日
烏克蘭空軍表示，俄羅斯午夜至凌晨期間，對烏克蘭發動自全面入侵以來最大規模無人機和導彈襲擊，俄軍從坦波夫地區發射4枚匕首高超音速導彈、從黑海地區發射5枚口徑巡航導彈、從薩拉托夫、庫爾斯克和布良斯克地區發射41枚伊斯坎德爾-K巡航導彈、從沃羅涅日和俄佔克里米亞地區發射7枚伊斯坎德爾-M/KN-23彈道導彈、從庫爾斯克地區發射3枚S-300導彈、從布良斯克、米列羅沃、奥廖爾、庫爾斯克、俄佔克里米亞地區發射477架見證者-136無人機和不明型號無人機，防空系統在各地擊落211架無人機、4枚口徑巡航導彈、33枚伊斯坎德爾-K巡航導彈和1枚伊斯坎德爾-M/KN-23彈道導彈。另有225架無人機因電子戰措施，未能擊中目標。是次襲擊主要針對烏克蘭遠離前線的西部地區，尼古拉耶夫、克雷門丘克、扎波羅熱、切爾卡瑟、伊萬諾-弗蘭科夫斯克和利沃夫地區均發生爆炸，至少在全國造成3名平民受傷。
烏克蘭武裝部隊總參謀部表示，自全面入侵以來，俄羅斯在烏克蘭損失1,018,940名士兵，過去一天俄軍有1,220人傷亡，累計損失10,976輛坦克、22,915輛裝甲戰鬥車輛、53,508輛車輛和油箱、29,689門火砲系統、1,425套多管火箭系統、1,189套防空系統、420架飛機、337架直升機、42,624架無人機、3,394枚巡弋飛彈、28艘船隻和1艘潛艦等。烏克蘭空軍表示，F-16戰機飛行員馬克西姆·烏斯蒂門科凌晨駕駛F-16戰機在空中執行防空任務，在擊落七個空中目標後，試圖擊落最後一個目標時受損，失去飛行高度並墜毀。總統澤連斯基向烏斯蒂門科追授烏克蘭英雄金星勳章。
俄羅斯總統新聞秘書佩斯科夫表示，和平談判的步伐取決於基輔政權的立場、美國調解努力的有效性以及戰場的發展。
烏克蘭國會國家安全、國防和情報委員會秘書科斯堅科表示，總統澤連斯基已經簽署法令，執行烏克蘭國家安全與國防委員會關於烏克蘭退出禁止使用、儲存和生產殺傷人員地雷的「渥太華條約」的決定。仍需得到烏克蘭國會的批准才能正式退出。
北韓領袖金正恩在北韓和俄羅斯簽署「全面戰略伙伴關係條約」一周年之際，會見到訪的俄羅斯文化部長柳比莫娃，兩人在平壤觀看俄羅斯訪朝文藝演出，期間播放片段顯示金正恩向在參與俄羅斯對烏克蘭戰爭中喪失的北韓士兵致敬，照片中可見金正恩雙手放在從俄羅斯返回北韓並蓋有北韓國旗的棺材上，另有照片顯示俄羅斯和北韓士兵揮舞兩國國旗的場景和在庫爾斯克戰場上尋獲沾滿血跡的北韓士兵筆記本，上面寫有「決定性的時刻到來，讓我們以我們最心愛的最高指揮官金正恩賦予我們無限的愛和信任，勇敢地打贏這場神聖的戰鬥」。
美國共和黨參議員格雷厄姆表示，總統特朗普向自己表示，「是時候推動你的法案了」認為總統已準備好讓參議院就加強對俄羅斯實施制裁的法案進行投票。
斯洛伐克外交部長布拉納爾表示，俄烏戰爭無法透過軍事解決，呼籲交戰雙方應恢復外交管道，並聲稱讓大家重新尊重國際法，並尋求與俄羅斯溝通的方法，甚至可能原諒已經發生的一切。烏克蘭外交部長西比哈隨即在社交平台痛批，俄羅斯的逍遙法外感是其犯罪的根本原因，若罪犯的罪行得到原諒而非受到懲罰，那預期犯罪會停止就是天真的想法，「俄羅斯會再打你另一邊臉」，又直指那些在這場戰爭中沒有失去任何人的人，無權發表這種言論。

## 6月30日
烏克蘭地方政府表示，截至30日上午9時，俄羅斯在過去24小時內襲擊赫爾松、蘇梅、尼古拉耶夫、第聶伯羅彼得羅夫斯克、頓涅茨克、盧甘斯克、切爾卡瑟、哈爾科夫、扎波羅熱和切爾尼戈夫等地，至少造成6名平民死亡，26名平民受傷。烏克蘭空軍表示，俄羅斯午夜至凌晨期間，對烏克蘭發動無人機襲擊，俄軍從布良斯克、庫爾斯克、沙塔洛沃、奧廖爾、濱海阿赫塔爾斯克區地區發射107架見證者-136無人機和不明型號無人機，防空系統在各地擊落64架無人機。另有10架無人機因電子戰措施，未能擊中目標。
烏克蘭武裝部隊總參謀部表示，自全面入侵以來，俄羅斯在烏克蘭損失1,020,010名士兵，過去一天俄軍有1,070人傷亡，累計損失10,980輛坦克、22,922輛裝甲戰鬥車輛、53,593輛車輛和油箱、29,718門火砲系統、1,427套多管火箭系統、1,190套防空系統、420架飛機、340架直升機、42,796架無人機、3,436枚巡弋飛彈、28艘船隻和1艘潛艦等。總參謀部表示，烏軍已經穩定蘇梅地區的局勢，並進一步推遠俄軍與蘇梅市的距離，目前烏軍在距離蘇梅市不到30公里的奧列克西夫卡附近推進，並已經解放今個月初被俄軍佔領的安德里伊夫卡。另外烏克蘭阻止俄羅斯在蘇梅州邊境地區與庫爾斯克地區附近邊境的推進。
俄羅斯國防部表示，防空系統過去一夜在亞速海上空擊落3架無人機。克里米亞當地Telegram頻道表示，克里米亞大橋在29日晚上至30日凌晨期間短暫關閉。
戰場監察網站「DeepState」顯示，在烏克蘭第聶伯羅彼得羅夫斯克州達奇涅附近劃定一個「灰色」區域，確定前線出現潛在的戰鬥，該區域向該州內延伸近一公里。烏克蘭軍方霍爾蒂恰作戰戰術小組表示，位於第聶伯羅彼得羅夫斯克州行政邊界附近的村莊發生非常活躍的戰鬥，烏軍正在雅爾塔、科馬爾和舍甫琴科夫附近守衛防線。截至30日中午俄軍尚未進入第聶伯羅彼得羅夫斯克州。
烏克蘭總統澤連斯基會見到訪的德國外交部長瓦德富爾，討論德國提供額外的IRIS-T防空系統、聯合武器生產和加強對俄羅斯的制裁。
烏克蘭總理什梅米爾表示，烏克蘭根據七國集團特別收入加速倡議，從加拿大獲得17億美元貸款，並將利用凍結的俄羅斯資產利潤償還。
烏克蘭國會人權事務專員魯賓內茲表示，多名聯合國專家單獨發布的實質資料，包含確鑿的證據顯示聯合國內部分析表明，俄羅斯策劃並實施2022年奧列尼夫卡監獄大屠殺，造成50多名烏克蘭戰俘死亡。指出事件發生時，紅十字國際委員會和聯合國已表示願意調查事件。然而五個月後，由於缺乏安全保障，聯合國奧列尼夫卡調查團解散。魯賓內茲表示自己曾多次嘗試與聯合國調查團成員會面，以移交在烏克蘭的資料。但調查團從未同意審查資料，自己更曾邀請俄羅斯人權專員一起前往慘案現場，但亦被拒絕。現在該報告列舉俄羅斯武裝部隊用於殺害烏克蘭戰俘的武器彈藥，並詳細審查謀殺的策劃、組織和執行過程。分析俄羅斯、烏克蘭以及聯合國本身的調查進程，並針對烏克蘭提出了進一步的建議。烏克蘭堅持要求對肇事者進行調查並予以公正懲罰。但人權監察員辦公室在7月10日表示，監察員錯誤引述一個民間機構所公布的資料，並刪除相關貼文。35
美國民主共和兩黨多名參眾議員在國會提出聯合決議，譴責俄羅斯對烏克蘭兒童的綁架，要求俄羅斯歸還被綁架的烏克蘭兒童以及呼籲在達成潛在和平協議前遣返兒童。決議提到被綁架的烏克蘭兒童被剝奪民族身份，被俄羅斯家庭收養及灌輸成為克里姆林宮的士兵，形容俄羅斯大規模綁架兒童的行為邪惡，美國必須表現出道德領導能力，要求在實現真正的和平前，將每個兒童送回烏克蘭的家人。
挪威國防部表示，挪威將於今年秋季向波蘭部署F-35戰機，用於保護位於波蘭東南部的熱舒夫-賈西翁卡機場，該機場在俄羅斯全面入侵烏克蘭後專門用作對烏克蘭提供物資的中轉站。